# RSC Anderlecht in het seizoen 2012/13
RSC Anderlecht begon als titelverdediger aan het seizoen 2012/13. Ariël Jacobs kondigde op 14 mei 2012 zijn afscheid aan, maar het bestuur, dat op zoek ging naar een gerenommeerde buitenlander, vond niet meteen een opvolger. Namen die aanvankelijk aan de club gelinkt werden, waren Fred Rutten, Louis van Gaal, Co Adriaanse, Claude Puel en Trond Sollied. Later vielen ook de namen van Ralf Rangnick, Gianfranco Zola en John van den Brom. Toen Van den Brom in eerste instantie besloot om bij Vitesse te blijven, doken ook de namen van de Italiaanse trainers Luigi De Canio en Delio Rossi op. Op 29 mei 2012 bereikte het bestuur dan toch een overeenkomst met John van den Brom.
Of Anderlecht in de groepsfase of de voorrondes van de Champions League zou starten, hing af van het resultaat in de finale van de Champions League tussen Bayern München en Chelsea. De Londense club won, waardoor Anderlecht niet rechtstreeks naar het kampioenenbal mocht. Paars-wit plaatste zich uiteindelijk via de voorrondes toch voor de Champions League. Na twee spannende wedstrijden schakelde het Limasol uit in de laatste voorronde van het kampioenenbal. Nadien kwam Anderlecht terecht in de groep van AC Milan, Málaga en Zenit Sint-Petersburg. Paars-wit werd laatste met 5 punten.
In de competitie kende Anderlecht, ondanks de ontbolstering van jongeren Dennis Praet en Massimo Bruno, een matige start. Het speelde vier keer gelijk in de eerste zeven wedstrijden, maar zette vervolgens een indrukwekkende reeks neer. Net voor de winterstop eiste Anderlecht, dat in het klassement op de hielen werd gezeten door Zulte Waregem, de koppositie op. Tijdens de winterstop vertrok Dieumerci Mbokani naar de Afrika Cup en daagde aanvoerder Lucas Biglia niet op tijdens de oefenstage. De Argentijn bleef in zijn thuisland en wilde zo een transfer forceren. Uiteindelijk bleef hij na een lange soap toch bij Anderlecht, dat na de winterstop niet meer het niveau van de heenronde haalde. Desondanks gaf het team van Van den Brom de koppositie niet uit handen. Op uitzondering van Zulte Waregem had Anderlecht een ruime voorsprong op al zijn rechtstreekse concurrenten. Tijdens de play-offs werd die ruime voorsprong echter gehalveerd, waardoor Zulte Waregem, Standard Luik, KRC Genk en Club Brugge hun kans roken. Anderlecht kon slechts één keer winnen in de eerste zes wedstrijden van de play-offs en speelde zijn leidersplaats kwijt. Na een thuiszege tegen Standard kwam de kentering. Anderlecht sprong opnieuw naar de eerste plaats en gaf die niet meer uit handen. In de titelwedstrijd op de laatste speeldag had paars-wit genoeg aan een 1-1 gelijkspel tegen Zulte Waregem.
In de beker schakelde Anderlecht achtereenvolgens KV Mechelen en AA Gent uit. In de halve finale speelde paars-wit twee keer gelijk tegen latere winnaar Genk. De Limburgers schakelden Anderlecht uit na een lange strafschoppenreeks, die op 7-6 eindigde in het nadeel van Anderlecht. De uitschakeling door strafschoppen was illustratief voor het seizoen van Anderlecht, dat in alle competities samen dertien penalty's miste.
Voor het seizoen sleepte Anderlecht ook de Belgische supercup in de wacht na een 3-2 zege tegen KSC Lokeren.
Tijdens zijn verblijf op de Afrika Cup werd Dieumerci Mbokani voor zijn prestaties beloond met de Gouden Schoen. Na het seizoen werd Silvio Proto voor de derde keer uitgeroepen tot Keeper van het Jaar.

## Spelerskern
| Nr.           | Naam                 | Nationaliteit    | Geboortedatum | Vorige club                   |
| ------------- | -------------------- | ---------------- | ------------- | ----------------------------- |
| Keepers       |                      |                  |               |                               |
| 1             | Silvio Proto 2       | België           | 23-05-1983    | 1999-2005 La Louvière         |
| 13            | Thomas Kaminski      | België           | 23-10-1992    | 2011-2012 Oud-Heverlee Leuven |
| 33            | Davy Roef            | België           | 06-02-1994    | /                             |
| Verdedigers   |                      |                  |               |                               |
| 3             | Olivier Deschacht    | België           | 16-02-1981    | /                             |
| 8             | Denis Odoi           | België           | 27-05-1988    | 2009-2011 Sint-Truiden VV     |
| 14            | Bram Nuytinck        | Nederland        | 04-05-1990    | 2009-2012 N.E.C.              |
| 16            | Cheikhou Kouyaté     | Senegal          | 21-12-1989    | 2008-2009 KV Kortrijk         |
| 20            | Behrang Safari       | Zweden / Iran    | 09-02-1985    | 2008-2011 FC Basel            |
| 23            | Roland Juhász        | Hongarije        | 01-07-1983    | 1999-2005 MTK                 |
| 27            | Marcin Wasilewski    | Polen            | 09-06-1980    | 2006 Lech Poznań              |
| 37            | Jordan Lukaku        | België           | 25-07-1994    | /                             |
| 39            | Anthony Vanden Borre | België           | 24-10-1987    | 2011-2012 KRC Genk            |
| Middenvelders |                      |                  |               |                               |
| 5             | Lucas Biglia 1       | Argentinië       | 30-01-1986    | 2005-2006 Independiente       |
| 6             | Demy de Zeeuw        | Nederland        | 26-05-1983    | 2011-2012 Spartak Moskou      |
| 19            | Sacha Kljestan       | Verenigde Staten | 09-09-1985    | 2006-2010 Chivas USA          |
| 26            | Dennis Praet         | België           | 14-05-1994    | /                             |
| 30            | Guillaume Gillet     | België           | 09-03-1984    | 2006-2008 AA Gent             |
| 45            | Massimo Bruno        | België           | 17-11-1993    | 2010-2011 Sporting Charleroi  |
| 55            | Fernando Canesin     | Brazilië         | 27-02-1992    | /                             |
| 70            | Ronald Vargas        | Venezuela        | 02-12-1986    | 2008-2011 Club Brugge         |
| Aanvallers    |                      |                  |               |                               |
| 7             | Samuel Armenteros    | Zweden           | 27-05-1990    | 2009-2012 Heracles Almelo     |
| 9             | Matías Suárez        | Argentinië       | 09-05-1988    | 2005-2008 Belgrano            |
| 11            | Milan Jovanović      | Servië           | 18-04-1981    | 2010-2011 Liverpool FC        |
| 12            | Andy Najar           | Honduras         | 16-03-1993    | 2010-2012 D.C. United         |
| 15            | Gohi Bi Zoro Cyriac  | Ivoorkust        | 05-08-1990    | 2008-2012 Standard Luik       |
| 17            | Oleksandr Jakovenko  | Oekraïne         | 23-07-1987    | 2006-2007 KRC Genk            |
| 18            | Frank Acheampong     | Ghana            | 16-10-1993    | 2011-2012 Buriram United      |
| 21            | Tom De Sutter        | België           | 03-07-1985    | 2006-2008 Cercle Brugge       |
| 25            | Dieumerci Mbokani    | Congo-Kinshasa   | 22-11-1985    | 2011 VfL Wolfsburg            |

- = Aanvoerder
- = Blessure

### Technische staf
|                 |                          |               |                             |
| Functie         | Naam                     | Nationaliteit | Opmerking                   |
| Coach           | John van den Brom (foto) | Nederland     |                             |
| Assistent-coach | Besnik Hasi              | Albanië       |                             |
| Assistent-coach | Geert Emmerechts         | België        |                             |
| Keeperstrainer  | Max de Jong              | Nederland     |                             |
| Team manager    | Gunther Van Handenhoven  | België        |                             |
| Dokter          | Kris Vollon              | België        | Ontslagen op 28 maart 2013. |
| Dokter          | Geert Declercq           | België        | Vanaf 29 maart 2013.        |

## Resultaten
Een overzicht van de competities waaraan Anderlecht in het seizoen 2012-2013 deelnam.
| Seizoen 2012/13    | Seizoen 2012/13 | Seizoen 2012/13                         |
| Competitie         | Resultaat       | Uitgeschakeld door / Tegenstander(s)    |
| ------------------ | --------------- | --------------------------------------- |
| Jupiler Pro League | Kampioen        |                                         |
| Beker van België   | Halve finale    | KRC Genk                                |
| Supercup           | Winnaar         | KSC Lokeren                             |
| Champions League   | Groepsfase      | Málaga, AC Milan, Zenit Sint-Petersburg |

## Uitrustingen
Shirtsponsor(s): BNP Paribas Fortis

Sportmerk: adidas
| Thuis | Uit | Doelman | Doelman |  |

## Transfers

### Zomer
| Naam                  | Nationaliteit   | Van/naar             | Type                 |
| --------------------- | --------------- | -------------------- | -------------------- |
| Inkomend              |                 |                      |                      |
| Oswal Álvarez         | Colombia        | Academia FC          | Gekocht              |
| Mohammed Aoulad       | België          | FC Brussels          | Gekocht              |
| Ziguy Badibanga       | België          | De Graafschap        | Terug van uitgeleend |
| Bruno Baras           | België          | FC Brussels          | Terug van uitgeleend |
| Abdelhakim Bouhna     | België          | Diegem Sport         | Gekocht              |
| Pablo Chavarría       | Argentinië      | KV Kortrijk          | Terug van uitgeleend |
| Gohi Bi Zoro Cyriac   | Ivoorkust       | Standard Luik        | Gekocht              |
| Rheda Djellal         | België          | Excelsior Rotterdam  | Terug van uitgeleend |
| Jordan Garcia-Calvete | België          | De Graafschap        | Terug van uitgeleend |
| Christophe Diandy     | Senegal         | Oud-Heverlee Leuven  | Terug van uitgeleend |
| Osama Hawsawi         | Saoedi-Arabië   | Al-Hilal             | Gekocht              |
| Oleksandr Iakovenko   | Oekraïne        | Oud-Heverlee Leuven  | Terug van uitgeleend |
| Nathan Kabasele       | België          | KVC Westerlo         | Terug van uitgeleend |
| Thomas Kaminski       | België          | Oud-Heverlee Leuven  | Terug van uitgeleend |
| Olivier Mukendi       | Congo-Kinshasa  | Union Saint-Gilloise | Terug van uitgeleend |
| Bram Nuytinck         | Nederland       | N.E.C.               | Gekocht              |
| Renan Felipe Boufleur | Brazilië        | Union Saint-Gilloise | Terug van uitgeleend |
| Reynaldo              | Brazilië        | KVC Westerlo         | Terug van uitgeleend |
| Abdoulaye Seck        | Senegal         | FC Brussels          | Terug van uitgeleend |
| Dalibor Veselinović   | Servië          | KV Kortrijk          | Terug van uitgeleend |
| Bigen Yala-Lusala     | België          | KSC Lokeren          | Terug van uitgeleend |
| Uitgaand              |                 |                      |                      |
| Mohammed Aoulad       | België          | Sporting Charleroi   | Uitgeleend           |
| Ziguy Badibanga       | België          | Sporting Charleroi   | Uitgeleend           |
| Bruno Baras           | België          | Union Saint-Gilloise | Verkocht             |
| Abdelhakim Bouhna     | België          | KSV Roeselare        | Uitgeleend           |
| Pablo Chavarría       | Argentinië      | KV Kortrijk          | Uitgeleend           |
| Michaël Cordier       | België          | KVC Westerlo         | Einde contract       |
| Christophe Diandy     | Senegal         | Sporting Charleroi   | Uitgeleend           |
| Jordan Garcia-Calvete | België          | De Graafschap        | Verkocht             |
| Bruno Godeau          | België          | Zulte Waregem        | Uitgeleend           |
| Junior Kabananga      | Congo-Kinshasa  | KSV Roeselare        | Uitgeleend           |
| Patou Kabangu         | Congo-Kinshasa  | TP Mazembe           | Terug van uitgeleend |
| Lukáš Mareček         | Tsjechië        | Heerenveen           | Uitgeleend           |
| Lamisha Musonda       | België / Zambia | Chelsea FC           | Verkocht             |
| Davy Schollen         | België          | Sint-Truidense VV    | Einde contract       |
| Bryan Verboom         | België          | Zulte Waregem        | Uitgeleend           |
| Jonathan Vervoort     | België          | FC Eindhoven         | Uitgeleend           |
| Dalibor Veselinović   | Servië          | Beerschot AC         | Uitgeleend           |

### Winter
| Naam                   | Nationaliteit  | Van/naar         | Type         |
| ---------------------- | -------------- | ---------------- | ------------ |
| Inkomend               |                |                  |              |
| Frank Acheampong       | Ghana          | Buriram United   | Gekocht      |
| Samuel Armenteros      | Zweden         | Heracles Almelo  | Gekocht      |
| Demy de Zeeuw          | Nederland      | Spartak Moskou   | Geleend      |
| Andy Najar             | Honduras       | D.C. United      | Gekocht      |
| Anthony Vanden Borre * | België         | zonder club      | Transfervrij |
| Uitgaand               |                |                  |              |
| Mohammed Aoulad        | België         | Waasland-Beveren | Uitgeleend   |
| Osama Hawsawi          | Saoedi-Arabië  | Al-Ahli          | Verkocht     |
| Roland Juhasz **       | Hongarije      | Videoton FC      | Uitgeleend   |
| Nathan Kabasele        | Congo-Kinshasa | Torino           | Uitgeleend   |
| Kanu **                | Brazilië       | Terek Grozny     | Verkocht     |
| Guillermo Molins       | Zweden         | Betis Sevilla    | Uitgeleend   |
| Bedi Mbenza            | Congo-Kinshasa | Club Africain    | Verkocht     |
| Reynaldo               | Brazilië       | FK Qarabag       | Verkocht     |
| René Sterckx           | België         | Waasland-Beveren | Uitgeleend   |

* Vanden Borre kreeg in januari 2013 opnieuw een aansluitingskaart bij Anderlecht.
Niet veel later werd hij in de A-kern opgenomen.
** Juhasz werd op 19 februari 2013 uitgeleend aan Videoton FC, Kanu vertrok een dag later naar Terek Grozny.

## Oefenwedstrijden
Hieronder een overzicht van de oefenwedstrijden die Anderlecht afwerkte in de aanloop naar en tijdens het seizoen 2012/13.
| Datum      | Thuis/Uit | Tegenstander           | Score | Doelpuntenmaker(s) Anderlecht                             |
| ---------- | --------- | ---------------------- | ----- | --------------------------------------------------------- |
| 23-06-2012 | Uit       | Diegem Sport (III)     | 0-5   | Jovanovic (2), Canesin, De Sutter, Jakovenko              |
| 26-06-2012 | Uit       | KSK Ronse (III)        | 2-3   | Reynaldo, De Sutter, Chavarría                            |
| 27-06-2012 | Uit       | KSV Oudenaarde (II)    | 0-7   | Reynaldo, Canesin, De Sutter, Kanu, Jakovenko (2), Molins |
| 30-06-2012 | Uit       | Excelsior Virton (III) | 1-4   | Bojovic (own), Reynaldo, Kanu, Bruno                      |
| 08-07-2012 | Uit       | Red Bull Salzburg      | 2-0   |                                                           |
| 11-07-2012 | Uit       | KSV Roeselare (II)     | 0-3   | Praet, Jakovenko, Bruno                                   |
| 14-07-2012 | Uit       | Southampton            | 0-1   | De Sutter                                                 |
| 14-07-2012 | Uit       | Arsenal                | 1-0   |                                                           |
| 18-07-2012 | Uit       | WS Woluwe (II)         | 1-2   | Jakovenko, Kljestan                                       |
| 24-07-2012 | Uit       | Gençlerbirliği         | 0-2   | De Sutter (2)                                             |
| 07-08-2012 | Thuis     | KSV Roeselare (II)     | 0-3   |                                                           |
| 06-09-2012 | Thuis     | FC Eindhoven (II)      | 4-1   | Molins (2), Canesin, Koulibaly                            |
| 11-01-2013 | Uit*      | Heracles Almelo        | 2-4   | Jakovenko, Kanu, De Sutter (2)                            |
| 06-03-2013 | Uit       | Eendracht Aalst (III)  | 1-0   |                                                           |
| 21-03-2013 | Thuis     | De Graafschap (II)     | 1-1   | Najar                                                     |

* De wedstrijd ging door tijdens de oefenstage in Belek.

## Belgische Supercup
RSC Anderlecht nam het voor de Belgische Supercup op tegen bekerwinnaar KSC Lokeren. De wedstrijd ging op 22 juli 2012 door in het Constant Vanden Stockstadion. Anderlecht kwam via een goal van Dennis Praet op voorsprong. Net na de rust scoorde Dieumerci Mbokani via een kopbal de 2-0. Ivan Leko zette Lokeren vervolgens met twee goals op gelijke hoogte. Guillaume Gillet trapte na 75 minuten de 3-2 hard binnen, waarna Anderlecht zijn 9e Supercup in ontvangst mocht nemen.

### Wedstrijd
| Supercup                                                   |                                  |                     |                   | |                           |
| Wedstrijddetails                                           | Thuisploeg                       | Uitslag             | Uitploeg          | Opstelling | Kaarten                   |
| Finale                                                     |                                  |                     |                   | |                           |
| 22 juli 2012 18:00 Constant Vanden Stockstadion Anderlecht | RSC Anderlecht                   | 3-2                 | KSC Lokeren       | Proto Odoi, Wasilewski, Deschacht, Safari Biglia, Praet (61' Reynaldo), Kanu (88' Jakovenko) Gillet, Mbokani, Jovanovic (86' Kljestan) | 29' Mbokani 36' Deschacht |
| 22 juli 2012 18:00 Constant Vanden Stockstadion Anderlecht | 24' Praet 46' Mbokani 76' Gillet | 1-0 2-0 2-1 2-2 3-2 | 48' Leko 58' Leko | Proto Odoi, Wasilewski, Deschacht, Safari Biglia, Praet (61' Reynaldo), Kanu (88' Jakovenko) Gillet, Mbokani, Jovanovic (86' Kljestan) | 29' Mbokani 36' Deschacht |

### Digest
|                             |                                  |         |               |                                                                                                 |
| 22 juli 2012 18:00 Supercup | RSC Anderlecht                   | 3 – 2   | KSC Lokeren   | Constant Vanden Stockstadion, Anderlecht Toeschouwers: 15.000 Scheidsrechter: Laurent Colemonts |
| 22 juli 2012 18:00 Supercup | Praet 24' Mbokani 46' Gillet 76' | Verslag | 48', 58' Leko | Constant Vanden Stockstadion, Anderlecht Toeschouwers: 15.000 Scheidsrechter: Laurent Colemonts |

| Anderlecht | Lokeren |

| RSC Anderlecht:   |    |                     |     |
|                   |    |                     |     |
| GK                | 1  | Silvio Proto        |     |
| RB                | 8  | Denis Odoi          |     |
| CB                | 27 | Marcin Wasilewski   |     |
| CB                | 3  | Olivier Deschacht   | 36' |
| LB                | 20 | Behrang Safari      |     |
| DM                | 5  | Lucas Biglia        |     |
| AM                | 26 | Dennis Praet        | 61' |
| AM                | 10 | Kanu                | 88' |
| RW                | 30 | Guillaume Gillet    |     |
| CF                | 25 | Dieumerci Mbokani   | 29' |
| LW                | 11 | Milan Jovanović     | 86' |
| Wisselspelers:    |    |                     |     |
| DF                | 4  | Osama Hawsawi       |     |
| GK                | 13 | Thomas Kaminski     |     |
| FW                | 17 | Oleksandr Jakovenko | 88' |
| MF                | 19 | Sacha Kljestan      | 86' |
| FW                | 21 | Tom De Sutter       |     |
| MF                | 55 | Fernando Canesin    |     |
| FW                | 77 | Reynaldo            | 61' |
| Coach:            |    |                     |     |
| John van den Brom |    |                     |     |

| KSC Lokeren:   |    |                     |     |
|                |    |                     |     |
| GK             | 12 | Jugoslav Lazić      |     |
| RB             | 13 | Georgios Galitsios  |     |
| CB             | 5  | Mijat Marić         |     |
| CB             | 4  | Jérémy Taravel      |     |
| LB             | 28 | Laurens De Bock     |     |
| DM             | 8  | Koen Persoons       |     |
| DM             | 7  | Killian Overmeire   |     |
| AM             | 10 | Ivan Leko           | 81' |
| RW             | 29 | Nill De Pauw        | 46' |
| CF             | 9  | Hamdi Harbaoui      |     |
| LW             | 24 | Ayanda Patosi       | 79' |
| Wisselspelers: |    |                     |     |
| DF             | 2  | Sepp De Roover      |     |
| FW             | 11 | Benjamin De Ceulaer | 46' |
| MF             | 16 | Jore Trompet        |     |
| FW             | 19 | Djiby Fall          | 81' |
| DF             | 23 | Ibrahima Gueye      |     |
| DF             | 25 | Alexander Corryn    | 79' |
| GK             | 30 | Stefan Deloose      |     |
| Coach:         |    |                     |     |
| Peter Maes     |    |                     |     |

## Jupiler Pro League

### Wedstrijden
| Wedstrijddetails                                                | Thuisploeg                                                              | Uitslag                     | Uitploeg                                                | Opstelling | Kaarten                                                       |
| --------------------------------------------------------------- | ----------------------------------------------------------------------- | --------------------------- | ------------------------------------------------------- | --- | ------------------------------------------------------------- |
| Heenronde                                                       |                                                                         |                             |                                                         | |                                                               |
| 28 juli 2012 18:00u Guldensporenstadion Kortrijk                | KV Kortrijk                                                             | 1-1                         | RSC Anderlecht                                          | Proto Odoi, Wasilewski, Deschacht, Safari Biglia, Gillet, Kanu Reynaldo (58' Jakovenko), Mbokani, Jovanovic (58' De Sutter)                      | 16' Odoi 28' Safari 48' Gillet 67' Wasilewski                 |
| 28 juli 2012 18:00u Guldensporenstadion Kortrijk                | 22' Zukanovic                                                           | 1-0 1-1                     | 82' Deschacht                                           | Proto Odoi, Wasilewski, Deschacht, Safari Biglia, Gillet, Kanu Reynaldo (58' Jakovenko), Mbokani, Jovanovic (58' De Sutter)                      | 16' Odoi 28' Safari 48' Gillet 67' Wasilewski                 |
| 4 augustus 2012 20:00 Constant Vanden Stockstadion Anderlecht   | RSC Anderlecht                                                          | 1-0                         | Beerschot AC                                            | Proto Odoi, Wasilewski, Deschacht, Safari Gillet, Biglia, Kanu, Jovanovic (89' Jakovenko) De Sutter (81' Kljestan), Mbokani                      | 85' Jovanovic                                                 |
| 4 augustus 2012 20:00 Constant Vanden Stockstadion Anderlecht   | 23' Kanu                                                                | 1-0                         |                                                         | Proto Odoi, Wasilewski, Deschacht, Safari Gillet, Biglia, Kanu, Jovanovic (89' Jakovenko) De Sutter (81' Kljestan), Mbokani                      | 85' Jovanovic                                                 |
| 12 augustus 2012 20:30 Jan Breydelstadion Brugge                | Cercle Brugge                                                           | 0-3                         | RSC Anderlecht                                          | Proto Odoi, Wasilewski, Kouyaté, Safari Gillet, Biglia, Kanu, Jovanovic De Sutter (67' Kljestan), Mbokani (86' Bruno)                            | 38' Odoi                                                      |
| 12 augustus 2012 20:30 Jan Breydelstadion Brugge                |                                                                         | 0-1 0-2 0-3                 | 5' Mbokani 24' Mbokani 75' Mbokani                      | Proto Odoi, Wasilewski, Kouyaté, Safari Gillet, Biglia, Kanu, Jovanovic De Sutter (67' Kljestan), Mbokani (86' Bruno)                            | 38' Odoi                                                      |
| 18 augustus 2012 20:00 Constant Vanden Stockstadion Anderlecht  | RSC Anderlecht                                                          | 2-1                         | RAEC Mons                                               | Proto Odoi, Wasilewski, Kouyaté, Safari Gillet (67' Praet), Biglia, Kanu (83' Kljestan), Jovanovic (63' Jakovenko) De Sutter, Mbokani            | 21' Kanu                                                      |
| 18 augustus 2012 20:00 Constant Vanden Stockstadion Anderlecht  | 44' Jovanovic 70' Jakovenko                                             | 1-0 1-1 2-1                 | 56' Jarju                                               | Proto Odoi, Wasilewski, Kouyaté, Safari Gillet (67' Praet), Biglia, Kanu (83' Kljestan), Jovanovic (63' Jakovenko) De Sutter, Mbokani            | 21' Kanu                                                      |
| 25 augustus 2012 18:00 Den Dreef Leuven                         | Oud-Heverlee Leuven                                                     | 1-1                         | RSC Anderlecht                                          | Kaminski Odoi (46' Wasilewski), Hawsawi (78' Mbenza), Juhasz, Deschacht Canesin, Praet, Kljestan, Jakovenko (74' Vargas) De Sutter, Jovanovic    |                                                               |
| 25 augustus 2012 18:00 Den Dreef Leuven                         | 32' Ibou                                                                | 0-1 1-1                     | 11' Jakovenko                                           | Kaminski Odoi (46' Wasilewski), Hawsawi (78' Mbenza), Juhasz, Deschacht Canesin, Praet, Kljestan, Jakovenko (74' Vargas) De Sutter, Jovanovic    |                                                               |
| 2 september 2012 18:00 Constant Vanden Stockstadion Anderlecht  | RSC Anderlecht                                                          | 2-2                         | KRC Genk                                                | Proto Odoi (46' Jakovenko), Wasilewski, Kouyaté, Deschacht (76' Safari) Gillet, Biglia, Kljestan (46' Bruno), Kanu Mbokani, Jovanovic            | 73' Mbokani                                                   |
| 2 september 2012 18:00 Constant Vanden Stockstadion Anderlecht  | 43' Jovanovic 52' Bruno                                                 | 0-1 1-1 1-2 2-2             | 12' De Ceulaer 45+2' Joseph Monrose                     | Proto Odoi (46' Jakovenko), Wasilewski, Kouyaté, Deschacht (76' Safari) Gillet, Biglia, Kljestan (46' Bruno), Kanu Mbokani, Jovanovic            | 73' Mbokani                                                   |
| 15 september 2012 20:00 Herman Vanderpoortenstadion Lier        | Lierse SK                                                               | 1-1                         | RSC Anderlecht                                          | Proto Gillet, Wasilewski, Nuytinck, Deschacht Biglia, Kljestan, Kanu (69' Praet) Bruno, Jovanovic (84' De Sutter), Jakovenko                     | 41' Kanu 44' Kljestan                                         |
| 15 september 2012 20:00 Herman Vanderpoortenstadion Lier        | 87' Menga                                                               | 0-1 1-1                     | 12' Kanu                                                | Proto Gillet, Wasilewski, Nuytinck, Deschacht Biglia, Kljestan, Kanu (69' Praet) Bruno, Jovanovic (84' De Sutter), Jakovenko                     | 41' Kanu 44' Kljestan                                         |
| 22 september 2012 18:00 Regenboogstadion Waregem                | Zulte Waregem                                                           | 2-3                         | RSC Anderlecht                                          | Proto Gillet, Kouyaté, Nuytinck, Deschacht Bruno (57' Jakovenko), Biglia, Kanu, Jovanovic Mbokani, De Sutter (89' Kljestan)                      | 45+2' Mbokani 68' Proto 76' Gillet                            |
| 22 september 2012 18:00 Regenboogstadion Waregem                | 9' Trajkovski 63' Naessens                                              | 1-0 1-1 1-2 2-2 2-3         | 31' Mbokani 58' Jakovenko 87' De Sutter                 | Proto Gillet, Kouyaté, Nuytinck, Deschacht Bruno (57' Jakovenko), Biglia, Kanu, Jovanovic Mbokani, De Sutter (89' Kljestan)                      | 45+2' Mbokani 68' Proto 76' Gillet                            |
| 29 september 2012 20:00 Constant Vanden Stockstadion Anderlecht | RSC Anderlecht                                                          | 3-0                         | KSC Lokeren                                             | Proto Gillet, Kouyaté, Nuytinck, Deschacht Bruno (70' Jakovenko), Biglia, Kanu, Jovanovic Mbokani, De Sutter (70' Praet)                         | 76' Deschacht 85' Mbokani                                     |
| 29 september 2012 20:00 Constant Vanden Stockstadion Anderlecht | 52' Mbokani 60' Deschacht 88' Mbokani                                   | 1-0 2-0 3-0                 |                                                         | Proto Gillet, Kouyaté, Nuytinck, Deschacht Bruno (70' Jakovenko), Biglia, Kanu, Jovanovic Mbokani, De Sutter (70' Praet)                         | 76' Deschacht 85' Mbokani                                     |
| 7 oktober 2012 14:30 Stade Maurice Dufrasne Luik                | Standard Luik                                                           | 2-1                         | RSC Anderlecht                                          | Proto Gillet (75' Bruno), Kouyaté, Nuytinck, Deschacht (73' Juhasz) Jakovenko, Biglia, Kanu, Jovanovic (65' Wasilewski) Mbokani, De Sutter       | 28' Proto 33' Gillet 38' Biglia                               |
| 7 oktober 2012 14:30 Stade Maurice Dufrasne Luik                | 28' Bulot 40' Bulot                                                     | 0-1 1-1 2-1                 | 9' Jovanovic                                            | Proto Gillet (75' Bruno), Kouyaté, Nuytinck, Deschacht (73' Juhasz) Jakovenko, Biglia, Kanu, Jovanovic (65' Wasilewski) Mbokani, De Sutter       | 28' Proto 33' Gillet 38' Biglia                               |
| 19 oktober 2012 20:00 Constant Vanden Stockstadion Anderlecht   | RSC Anderlecht                                                          | 2-0                         | Waasland-Beveren                                        | Proto Gillet, Kouyaté (76' Juhasz), Nuytinck, Deschacht Biglia, Praet (80' Vargas), Kanu Bruno (55' Molins), De Sutter, Jovanovic                | 26' Nuytinck                                                  |
| 19 oktober 2012 20:00 Constant Vanden Stockstadion Anderlecht   | 36' Biglia 69' Jovanovic                                                | 1-0 2-0                     |                                                         | Proto Gillet, Kouyaté (76' Juhasz), Nuytinck, Deschacht Biglia, Praet (80' Vargas), Kanu Bruno (55' Molins), De Sutter, Jovanovic                | 26' Nuytinck                                                  |
| 27 oktober 2012 19:00 Stade du Pays de Charleroi Charleroi      | Sporting Charleroi                                                      | 2-0                         | RSC Anderlecht                                          | Proto Gillet, Wasilewski, Nuytinck, Safari Biglia, Praet (46' Jovanovic), Kanu (46' Jakovenko) Molins, De Sutter (66' Bruno), Vargas             | 59' Wasilewski                                                |
| 27 oktober 2012 19:00 Stade du Pays de Charleroi Charleroi      | 29' Rossini 48' Wasilewski (own)                                        | 1-0 2-0                     |                                                         | Proto Gillet, Wasilewski, Nuytinck, Safari Biglia, Praet (46' Jovanovic), Kanu (46' Jakovenko) Molins, De Sutter (66' Bruno), Vargas             | 59' Wasilewski                                                |
| 30 oktober 2012 20:00 Constant Vanden Stockstadion Anderlecht   | RSC Anderlecht                                                          | 5-0                         | AA Gent                                                 | Proto Gillet, Kouyaté (80' Jakovenko), Nuytinck, Deschacht Biglia (74' Wasilewski), Praet, Kljestan Vargas (51' Bruno), De Sutter, Jovanovic     |                                                               |
| 30 oktober 2012 20:00 Constant Vanden Stockstadion Anderlecht   | 20' De Sutter 24' Praet 69' De Sutter 75' Bruno 83' Jakovenko           | 1-0 2-0 3-0 4-0 5-0         |                                                         | Proto Gillet, Kouyaté (80' Jakovenko), Nuytinck, Deschacht Biglia (74' Wasilewski), Praet, Kljestan Vargas (51' Bruno), De Sutter, Jovanovic     |                                                               |
| 3 november 2012 18:00 Achter de Kazerne Mechelen                | KV Mechelen                                                             | 1-4                         | RSC Anderlecht                                          | Proto Gillet, Kouyaté, Nuytinck, Safari (76' Odoi) Biglia (69' Kanu), Praet, Kljestan Bruno, De Sutter, Jovanovic (62' Jakovenko)                | 71' Safari                                                    |
| 3 november 2012 18:00 Achter de Kazerne Mechelen                | 80' Pedersen                                                            | 0-1 0-2 0-3 1-3 1-4         | 36' Kouyaté 43' De Sutter 52' De Sutter 90+3' De Sutter | Proto Gillet, Kouyaté, Nuytinck, Safari (76' Odoi) Biglia (69' Kanu), Praet, Kljestan Bruno, De Sutter, Jovanovic (62' Jakovenko)                | 71' Safari                                                    |
| 11 november 2012 14:30 Constant Vanden Stockstadion Anderlecht  | RSC Anderlecht                                                          | 6-1                         | Club Brugge                                             | Proto Gillet, Kouyaté, Nuytinck, Safari Biglia, Praet, Kljestan Bruno (81' Canesin), Mbokani (75' De Sutter), Jovanovic (86' Kanu)               |                                                               |
| 11 november 2012 14:30 Constant Vanden Stockstadion Anderlecht  | 22' Bruno 33' Mbokani 41' Jovanovic 53' Kljestan 85' Biglia 90+1' Praet | 1-0 2-0 3-0 4-0 4-1 5-1 6-1 | 59' Lestienne                                           | Proto Gillet, Kouyaté, Nuytinck, Safari Biglia, Praet, Kljestan Bruno (81' Canesin), Mbokani (75' De Sutter), Jovanovic (86' Kanu)               |                                                               |
| Terugronde                                                      |                                                                         |                             |                                                         | |                                                               |
| 18 november 2012 18:00 Guldensporenstadion Kortrijk             | RSC Anderlecht                                                          | 1-0                         | KV Kortrijk                                             | Proto Gillet, Kouyaté, Nuytinck, Safari Biglia, Praet (77' De Sutter), Kljestan Bruno (76' Jakovenko), Mbokani, Jovanovic                        | 73' Jovanovic                                                 |
| 18 november 2012 18:00 Guldensporenstadion Kortrijk             | 90+1' Mbokani                                                           | 1-0                         |                                                         | Proto Gillet, Kouyaté, Nuytinck, Safari Biglia, Praet (77' De Sutter), Kljestan Bruno (76' Jakovenko), Mbokani, Jovanovic                        | 73' Jovanovic                                                 |
| 24 november 2012 18:00 Olympisch Stadion Antwerpen              | Beerschot AC                                                            | 1-4                         | RSC Anderlecht                                          | Proto Gillet, Kouyaté, Nuytinck, Deschacht Biglia, Praet (74' Jakovenko), Kljestan (82' Kanu) Bruno (74' Canesin), Mbokani, Jovanovic            | 33' Kljestan                                                  |
| 24 november 2012 18:00 Olympisch Stadion Antwerpen              | 12' Laerenbergh                                                         | 1-0 1-1 1-2 1-3 1-4         | 34' Bruno 42' Mbokani 58' Gillet 78' Jakovenko          | Proto Gillet, Kouyaté, Nuytinck, Deschacht Biglia, Praet (74' Jakovenko), Kljestan (82' Kanu) Bruno (74' Canesin), Mbokani, Jovanovic            | 33' Kljestan                                                  |
| 1 december 2012 20:00 Constant Vanden Stockstadion Anderlecht   | RSC Anderlecht                                                          | 2-1                         | Cercle Brugge                                           | Proto Gillet, Kouyaté, Nuytinck, Safari Biglia, Praet (59' De Sutter), Kljestan Bruno (75' Molins), Mbokani, Jovanovic (75' Vargas)              |                                                               |
| 1 december 2012 20:00 Constant Vanden Stockstadion Anderlecht   | 72' Biglia 90' Vargas                                                   | 0-1 1-1 2-1                 | 44' Bakenga                                             | Proto Gillet, Kouyaté, Nuytinck, Safari Biglia, Praet (59' De Sutter), Kljestan Bruno (75' Molins), Mbokani, Jovanovic (75' Vargas)              |                                                               |
| 8 december 2012 18:00 Stade Charles Tondreau Bergen             | RAEC Mons                                                               | 0-5                         | RSC Anderlecht                                          | Proto Gillet, Kouyaté, Nuytinck (85' Wasilewski), Deschacht Biglia, Praet, Kljestan Bruno, Mbokani, Vargas (70' Kanu)                            | 32' Mbokani                                                   |
| 8 december 2012 18:00 Stade Charles Tondreau Bergen             |                                                                         | 0-1 0-2 0-3 0-4 0-5         | 4' Mbokani 39' Mbokani 73' Kanu 82' Gillet 88' Mbokani  | Proto Gillet, Kouyaté, Nuytinck (85' Wasilewski), Deschacht Biglia, Praet, Kljestan Bruno, Mbokani, Vargas (70' Kanu)                            | 32' Mbokani                                                   |
| 16 december 2012 18:00 Constant Vanden Stockstadion Anderlecht  | RSC Anderlecht                                                          | 2-1                         | Oud-Heverlee Leuven                                     | Proto Gillet, Kouyaté, Nuytinck, Safari Biglia, Praet (61' Jakovenko), Kljestan Bruno (75' Wasilewski), Mbokani, Jovanovic (78' Kanu)            | 13' Nuytinck 53' Kouyaté 74' Mbokani                          |
| 16 december 2012 18:00 Constant Vanden Stockstadion Anderlecht  | 26' Mbokani 49' Mbokani                                                 | 1-0 1-1 2-1                 | 44' Ibou                                                | Proto Gillet, Kouyaté, Nuytinck, Safari Biglia, Praet (61' Jakovenko), Kljestan Bruno (75' Wasilewski), Mbokani, Jovanovic (78' Kanu)            | 13' Nuytinck 53' Kouyaté 74' Mbokani                          |
| 23 december 2012 18:00 Cristal Arena Genk                       | KRC Genk                                                                | 2-4                         | RSC Anderlecht                                          | Proto Gillet, Kouyaté, Nuytinck, Safari Biglia, Kljestan, Kanu Bruno, De Sutter (89' Canesin), Jovanovic (87' Jakovenko)                         | 20' Kouyaté 67' Proto 90' Safari                              |
| 23 december 2012 18:00 Cristal Arena Genk                       | 61' Koulibaly 76' Plet                                                  | 0-1 0-2 1-2 2-2 2-3 2-4     | 35' Gillet 44' De Sutter 86' De Sutter 90+3' Jakovenko  | Proto Gillet, Kouyaté, Nuytinck, Safari Biglia, Kljestan, Kanu Bruno, De Sutter (89' Canesin), Jovanovic (87' Jakovenko)                         | 20' Kouyaté 67' Proto 90' Safari                              |
| 27 december 2012 20:00 Constant Vanden Stockstadion Anderlecht  | RSC Anderlecht                                                          | 4-1                         | Lierse SK                                               | Proto Gillet, Wasilewski, Nuytinck, Safari Bruno (76' Vargas), Biglia, Kljestan, Jovanovic Mbokani, De Sutter                                    | 72' Jovanovic                                                 |
| 27 december 2012 20:00 Constant Vanden Stockstadion Anderlecht  | 29' Mbokani 37' Jovanovic 50' De Sutter 90+1' Vargas                    | 1-0 2-0 3-0 3-1 4-1         | 59' Elgabas                                             | Proto Gillet, Wasilewski, Nuytinck, Safari Bruno (76' Vargas), Biglia, Kljestan, Jovanovic Mbokani, De Sutter                                    | 72' Jovanovic                                                 |
| 26 januari 2013 18:00 Daknamstadion Lokeren                     | KSC Lokeren                                                             | 0-2                         | RSC Anderlecht                                          | Proto Gillet, Kouyaté, Nuytinck, Deschacht Kljestan, Praet (90+3' Armenteros), Kanu Bruno, De Sutter, Jovanovic (80' Jakovenko)                  | 75' Jovanovic                                                 |
| 26 januari 2013 18:00 Daknamstadion Lokeren                     |                                                                         | 0-1 0-2                     | 49' De Sutter 90+2' Jakovenko                           | Proto Gillet, Kouyaté, Nuytinck, Deschacht Kljestan, Praet (90+3' Armenteros), Kanu Bruno, De Sutter, Jovanovic (80' Jakovenko)                  | 75' Jovanovic                                                 |
| 3 februari 2013 18:00 Constant Vanden Stockstadion Anderlecht   | RSC Anderlecht                                                          | 2-2                         | Standard Luik                                           | Proto Gillet, Kouyaté, Nuytinck, Deschacht Biglia, Praet (46' Kanu), Kljestan (68' Armenteros) Bruno (46' Odoi), De Sutter, Jovanovic            | 36' Biglia 39' Jovanovic 66' Deschacht 80' Biglia             |
| 3 februari 2013 18:00 Constant Vanden Stockstadion Anderlecht   | 3' Biglia 85' Gillet                                                    | 1-0 1-1 1-2 2-2             | 21' Batshuayi 52' Buyens                                | Proto Gillet, Kouyaté, Nuytinck, Deschacht Biglia, Praet (46' Kanu), Kljestan (68' Armenteros) Bruno (46' Odoi), De Sutter, Jovanovic            | 36' Biglia 39' Jovanovic 66' Deschacht 80' Biglia             |
| 10 februari 2013 18:00 Freethiel Beveren                        | Waasland-Beveren                                                        | 1-2                         | RSC Anderlecht                                          | Proto Gillet, Kouyaté, Nuytinck, Deschacht Bruno (46' Vargas), Kljestan, Kanu, Jakovenko Mbokani, De Sutter                                      | 33' Kanu                                                      |
| 10 februari 2013 18:00 Freethiel Beveren                        | 41' Remacle                                                             | 1-0 1-1 1-2                 | 57' Mbokani 81' Kanu                                    | Proto Gillet, Kouyaté, Nuytinck, Deschacht Bruno (46' Vargas), Kljestan, Kanu, Jakovenko Mbokani, De Sutter                                      | 33' Kanu                                                      |
| 15 februari 2013 20:00 Constant Vanden Stockstadion Anderlecht  | RSC Anderlecht                                                          | 2-0                         | Sporting Charleroi                                      | Proto Gillet, Kouyaté, Nuytinck, Deschacht Biglia, Praet, Kljestan (75' De Zeeuw) Bruno, Mbokani, Vargas (60' Kanu)                              |                                                               |
| 15 februari 2013 20:00 Constant Vanden Stockstadion Anderlecht  | 13' Mbokani 40' Bruno                                                   | 1-0 2-0                     |                                                         | Proto Gillet, Kouyaté, Nuytinck, Deschacht Biglia, Praet, Kljestan (75' De Zeeuw) Bruno, Mbokani, Vargas (60' Kanu)                              |                                                               |
| 24 februari 2013 14:30 Jan Breydelstadion Brugge                | Club Brugge                                                             | 2-2                         | RSC Anderlecht                                          | Proto Gillet, Kouyaté, Nuytinck, Deschacht (78' Armenteros) Biglia, Praet (59' De Sutter), Kljestan (78' De Zeeuw) Bruno, Mbokani, Jakovenko     | 18' Proto 38' Mbokani 90' Nuytinck                            |
| 24 februari 2013 14:30 Jan Breydelstadion Brugge                | 19' Odjidja 62' Bacca                                                   | 1-0 2-0 2-1 2-2             | 79' Bruno 87' Armenteros                                | Proto Gillet, Kouyaté, Nuytinck, Deschacht (78' Armenteros) Biglia, Praet (59' De Sutter), Kljestan (78' De Zeeuw) Bruno, Mbokani, Jakovenko     | 18' Proto 38' Mbokani 90' Nuytinck                            |
| 27 februari 2013 20:00 Constant Vanden Stockstadion Anderlecht  | RSC Anderlecht                                                          | 0-1                         | Zulte Waregem                                           | Proto Gillet, Kouyaté, Deschacht, Safari (72' Odoi) Biglia, Praet (46' Jakovenko), Kljestan Bruno (74' De Sutter), Mbokani, Jovanovic            |                                                               |
| 27 februari 2013 20:00 Constant Vanden Stockstadion Anderlecht  |                                                                         | 0-1                         | 73' Berrier                                             | Proto Gillet, Kouyaté, Deschacht, Safari (72' Odoi) Biglia, Praet (46' Jakovenko), Kljestan Bruno (74' De Sutter), Mbokani, Jovanovic            |                                                               |
| 9 maart 2013 20:00 Constant Vanden Stockstadion Anderlecht      | RSC Anderlecht                                                          | 1-0                         | KV Mechelen                                             | Proto Gillet, Wasilewski, Nuytinck, Deschacht Biglia, Praet (77' De Zeeuw), Kljestan Bruno (46' Vargas), De Sutter, Jovanovic (71' Suarez)       | 87' Wasilewski                                                |
| 9 maart 2013 20:00 Constant Vanden Stockstadion Anderlecht      | 59' De Sutter                                                           | 1-0                         |                                                         | Proto Gillet, Wasilewski, Nuytinck, Deschacht Biglia, Praet (77' De Zeeuw), Kljestan Bruno (46' Vargas), De Sutter, Jovanovic (71' Suarez)       | 87' Wasilewski                                                |
| 16 maart 2013 20:00 Jules Ottenstadion Gent                     | AA Gent                                                                 | 1-1                         | RSC Anderlecht                                          | Proto Odoi, Kouyaté, Nuytinck, Deschacht Biglia, Praet (72' De Zeeuw), Kljestan Vargas (80' Vanden Borre), De Sutter (67' Suarez), Jovanovic     | 10' Kljestan 43' Praet 77' Jovanovic 85' Odoi 90+1' Deschacht |
| 16 maart 2013 20:00 Jules Ottenstadion Gent                     | 84' Kola                                                                | 0-1 1-1                     | 41' Jovanovic                                           | Proto Odoi, Kouyaté, Nuytinck, Deschacht Biglia, Praet (72' De Zeeuw), Kljestan Vargas (80' Vanden Borre), De Sutter (67' Suarez), Jovanovic     | 10' Kljestan 43' Praet 77' Jovanovic 85' Odoi 90+1' Deschacht |
| Play-off I                                                      |                                                                         |                             |                                                         | |                                                               |
| 1 april 2013 18:00 Constant Vanden Stockstadion Anderlecht      | RSC Anderlecht                                                          | 1-2                         | KRC Genk                                                | Proto Odoi (86' Cyriac), Kouyaté, Nuytinck, Safari Kljestan (80' Bruno), Biglia, De Zeeuw Jakovenko, De Sutter, Suarez                           | 30' De Sutter 54' De Zeeuw                                    |
| 1 april 2013 18:00 Constant Vanden Stockstadion Anderlecht      | 38' Nuytinck                                                            | 1-0 1-1 1-2                 | 67' Kara 77' Vossen                                     | Proto Odoi (86' Cyriac), Kouyaté, Nuytinck, Safari Kljestan (80' Bruno), Biglia, De Zeeuw Jakovenko, De Sutter, Suarez                           | 30' De Sutter 54' De Zeeuw                                    |
| 6 april 2013 18:00 Stade Maurice Dufrasne Gent                  | Standard Luik                                                           | 0-0                         | RSC Anderlecht                                          | Proto Odoi, Kouyaté, Nuytinck, Deschacht Kljestan, Biglia, De Zeeuw (71' Praet) Jakovenko, Suarez, Jovanovic (81' Bruno)                         | 36' Kouyaté 64' Nuytinck                                      |
| 6 april 2013 18:00 Stade Maurice Dufrasne Gent                  |                                                                         |                             |                                                         | Proto Odoi, Kouyaté, Nuytinck, Deschacht Kljestan, Biglia, De Zeeuw (71' Praet) Jakovenko, Suarez, Jovanovic (81' Bruno)                         | 36' Kouyaté 64' Nuytinck                                      |
| 14 april 2013 18:00 Constant Vanden Stockstadion Anderlecht     | RSC Anderlecht                                                          | 1-1                         | Club Brugge                                             | Proto Odoi , Kouyaté, Nuytinck, Deschacht Biglia, Praet (37' Wasilewski), Kljestan Bruno (71' De Zeeuw), Mbokani, Suarez (46' De Sutter)         | 32' Odoi 52' Kljestan                                         |
| 14 april 2013 18:00 Constant Vanden Stockstadion Anderlecht     | 59' Mbokani                                                             | 0-1 1-1                     | 27' Odoi (own)                                          | Proto Odoi , Kouyaté, Nuytinck, Deschacht Biglia, Praet (37' Wasilewski), Kljestan Bruno (71' De Zeeuw), Mbokani, Suarez (46' De Sutter)         | 32' Odoi 52' Kljestan                                         |
| 17 april 2013 20:00 Constant Vanden Stockstadion Anderlecht     | RSC Anderlecht                                                          | 3-0                         | KSC Lokeren                                             | Proto Wasilewski, Kouyaté, Nuytinck, Deschacht Bruno (61' De Zeeuw), Biglia, Kljestan, Jovanovic (51' Safari) Mbokani (69' Suarez), De Sutter    | 47' Deschacht                                                 |
| 17 april 2013 20:00 Constant Vanden Stockstadion Anderlecht     | Jovanovic De Sutter Kljestan                                            | 1-0 2-0 3-0                 |                                                         | Proto Wasilewski, Kouyaté, Nuytinck, Deschacht Bruno (61' De Zeeuw), Biglia, Kljestan, Jovanovic (51' Safari) Mbokani (69' Suarez), De Sutter    | 47' Deschacht                                                 |
| 21 april 2013 20:30 Regenboogstadion Waregem                    | Zulte Waregem                                                           | 2-1                         | RSC Anderlecht                                          | Proto Wasilewski, Nuytinck, Kouyaté, Deschacht (74' Cyriac) Bruno, Biglia, Kljestan (74' De Zeeuw), Jovanovic (61' Jakovenko) Mbokani, De Sutter | 60' Bruno 78' Biglia 89' Cyriac                               |
| 21 april 2013 20:30 Regenboogstadion Waregem                    | 15' Leye 78' Malanda                                                    | 1-0 2-0 2-1                 | 90' Mbokani                                             | Proto Wasilewski, Nuytinck, Kouyaté, Deschacht (74' Cyriac) Bruno, Biglia, Kljestan (74' De Zeeuw), Jovanovic (61' Jakovenko) Mbokani, De Sutter | 60' Bruno 78' Biglia 89' Cyriac                               |
| 28 april 2013 14:30 Jan Breydelstadion Brugge                   | Club Brugge                                                             | 2-1                         | RSC Anderlecht                                          | Proto Wasilewski, Kouyaté, Nuytinck, Safari Gillet, Biglia, Kljestan Bruno (77' De Sutter), Mbokani, Suarez (80' Jovanovic)                      | 42' Safari                                                    |
| 28 april 2013 14:30 Jan Breydelstadion Brugge                   | 15' Lestienne 62' Lestienne                                             | 1-0 2-0 2-1                 | 65' Bruno                                               | Proto Wasilewski, Kouyaté, Nuytinck, Safari Gillet, Biglia, Kljestan Bruno (77' De Sutter), Mbokani, Suarez (80' Jovanovic)                      | 42' Safari                                                    |
| 5 mei 2013 14:30 Constant Vanden Stockstadion Anderlecht        | RSC Anderlecht                                                          | 2-0                         | Standard Luik                                           | Proto Gillet, Kouyaté (87' Wasilewski), Nuytinck, Safari (74' Deschacht) Bruno, Biglia, Kljestan, Jovanovic (60' Praet) Suarez, Mbokani          |                                                               |
| 5 mei 2013 14:30 Constant Vanden Stockstadion Anderlecht        | 54' Gillet 66' Gillet                                                   | 1-0 2-0                     |                                                         | Proto Gillet, Kouyaté (87' Wasilewski), Nuytinck, Safari (74' Deschacht) Bruno, Biglia, Kljestan, Jovanovic (60' Praet) Suarez, Mbokani          |                                                               |
| 12 mei 2013 20:00 Cristal Arena Genk                            | KRC Genk                                                                | 1-2                         | RSC Anderlecht                                          | Proto Gillet, Kouyaté, Nuytinck, Safari Kljestan, Praet (75' De Zeeuw), Biglia Bruno (59' Jakovenko), Mbokani, Suarez (90' Wasilewski)           | 58' Gillet 67' Safari                                         |
| 12 mei 2013 20:00 Cristal Arena Genk                            | 45+1' Kara                                                              | 0-1 1-1 1-2                 | 23' Suarez 83' Hyland (own)                             | Proto Gillet, Kouyaté, Nuytinck, Safari Kljestan, Praet (75' De Zeeuw), Biglia Bruno (59' Jakovenko), Mbokani, Suarez (90' Wasilewski)           | 58' Gillet 67' Safari                                         |
| 16 mei 2013 20:30 Daknamstadion Lokeren                         | KSC Lokeren                                                             | 2-4                         | RSC Anderlecht                                          | Proto Wasilewski, Kouyaté, Nuytinck, Deschacht Kljestan, Praet (73' Odoi), De Zeeuw Suarez (80' Jakovenko), Mbokani (60' De Sutter), Jovanovic   | 37' Deschacht 87' Wasilewski                                  |
| 16 mei 2013 20:30 Daknamstadion Lokeren                         | 81' Nuytinck (own) 88' Taravel                                          | 0-1 0-2 0-3 0-4 1-4 2-4     | 26' Kljestan 45+1' Suarez 48' Suarez 76' De Zeeuw       | Proto Wasilewski, Kouyaté, Nuytinck, Deschacht Kljestan, Praet (73' Odoi), De Zeeuw Suarez (80' Jakovenko), Mbokani (60' De Sutter), Jovanovic   | 37' Deschacht 87' Wasilewski                                  |
| 19 mei 2013 14:30 Constant Vanden Stockstadion Anderlecht       | RSC Anderlecht                                                          | 1-1                         | Zulte Waregem                                           | Proto Gillet, Kouyaté, Nuytinck, Safari (65' Deschacht) Kljestan, Praet (63' De Zeeuw), Biglia Suarez, Mbokani, Jovanovic (86' Wasilewski)       | 73' Deschacht 81' Kouyaté 83' De Zeeuw                        |
| 19 mei 2013 14:30 Constant Vanden Stockstadion Anderlecht       | 59' Biglia                                                              | 0-1 1-1                     | 56' Naessens                                            | Proto Gillet, Kouyaté, Nuytinck, Safari (65' Deschacht) Kljestan, Praet (63' De Zeeuw), Biglia Suarez, Mbokani, Jovanovic (86' Wasilewski)       | 73' Deschacht 81' Kouyaté 83' De Zeeuw                        |

7 oktober 2012: De wedstrijd tegen Standard Luik werd meermaals stilgelegd omdat er vuurpijlen van de thuissupporters op het veld vlogen.

27 oktober 2012: De wedstrijd tegen Sporting Charleroi werd een uur uitgesteld omdat er in de buurt van het stadion een gijzeling aan de gang was.

20 januari 2013: De wedstrijd tegen Zulte Waregem werd afgelast wegens hevige sneeuwval.

5 mei 2013: De eerste helft in de wedstrijd tegen Standard werd afgewerkt met de vroegere shirtsponsor Belle-Vue op de truitjes.

### Overzicht
| Speeldag  | 1 | 2 | 3 | 4  | 5  | 6  | 7  | 8  | 9  | 10 | 11 | 12 | 13 | 14 | 15 | 16 | 17 | 18 | 19 | 20 | 21 | 22 | 23 | 24 | 25 | 26 | 27 | 28 | 29 | 30 |  | 1  | 2  | 3  | 4  | 5  | 6  | 7  | 8  | 9  | 10 |
| --------- | - | - | - | -- | -- | -- | -- | -- | -- | -- | -- | -- | -- | -- | -- | -- | -- | -- | -- | -- | -- | -- | -- | -- | -- | -- | -- | -- | -- | -- |  | -- | -- | -- | -- | -- | -- | -- | -- | -- | -- |
| Resultaat | g | w | w | w  | g  | g  | g  | w  | w  | v  | w  | v  | w  | w  | w  | w  | w  | w  | w  | w  | w  | w  | w  | g  | w  | w  | g  | v  | w  | g  |  | v  | g  | g  | w  | v  | v  | w  | w  | w  | g  |
| Punten    | 1 | 4 | 7 | 10 | 11 | 12 | 13 | 16 | 19 | 19 | 22 | 22 | 25 | 28 | 31 | 34 | 37 | 40 | 43 | 46 | 49 | 52 | 55 | 56 | 59 | 62 | 63 | 63 | 66 | 67 |  | 34 | 35 | 36 | 39 | 39 | 39 | 42 | 45 | 48 | 49 |
| Positie   | 9 | 7 | 1 | 2  | 2  | 2  | 3  | 2  | 2  | 3  | 2  | 3  | 2  | 2  | 1  | 1  | 1  | 1  | 1  | 1  | 1  | 1  | 1  | 1  | 1  | 1  | 1  | 1  | 1  | 1  |  | 1  | 1  | 1  | 1  | 2  | 2  | 1  | 1  | 1  | 1  |

### Klassement voor de Play-offs
| Pl. | Club               | Wed | W  | V  | G  | +  | –  | +/− | Ptn. | Play-off     |
| --- | ------------------ | --- | -- | -- | -- | -- | -- | --- | ---- | ------------ |
| 1   | RSC Anderlecht     | 30  | 20 | 3  | 7  | 69 | 27 | +42 | 67   | Play-off I   |
| 2   | Zulte Waregem      | 30  | 19 | 5  | 6  | 49 | 29 | +20 | 63   | Play-off I   |
| 3   | Racing Genk        | 30  | 15 | 5  | 10 | 63 | 40 | +23 | 55   | Play-off I   |
| 4   | Club Brugge        | 30  | 15 | 6  | 9  | 66 | 43 | +23 | 54   | Play-off I   |
| 5   | Sporting Lokeren   | 30  | 14 | 7  | 9  | 53 | 38 | +15 | 51   | Play-off I   |
| 6   | Standard de Liège  | 30  | 15 | 10 | 5  | 54 | 33 | +21 | 50   | Play-off I   |
| 7   | RAEC Mons          | 30  | 13 | 12 | 5  | 48 | 53 | −5  | 44   | Play-off II  |
| 8   | KV Mechelen        | 30  | 12 | 13 | 5  | 44 | 42 | +2  | 41   | Play-off II  |
| 9   | KV Kortrijk        | 30  | 11 | 13 | 6  | 31 | 30 | +1  | 39   | Play-off II  |
| 10  | OH Leuven          | 30  | 8  | 10 | 12 | 46 | 51 | −5  | 36   | Play-off II  |
| 11  | Sporting Charleroi | 30  | 10 | 16 | 4  | 30 | 49 | −19 | 34   | Play-off II  |
| 12  | KAA Gent           | 30  | 8  | 12 | 10 | 33 | 40 | −7  | 34   | Play-off II  |
| 13  | Waasland-Beveren   | 30  | 7  | 14 | 9  | 28 | 49 | −21 | 30   | Play-off II  |
| 14  | Lierse SK          | 30  | 5  | 14 | 11 | 28 | 53 | −25 | 26   | Play-off II  |
| 15  | Beerschot AC       | 30  | 6  | 19 | 5  | 31 | 61 | −30 | 23   | Play-off III |
| 16  | Cercle Brugge      | 30  | 3  | 22 | 5  | 30 | 65 | −35 | 14   | Play-off III |

### Klassement Play-off I
|           | #  | Club           | GS | W | G | V | DV | DT | DS | PTN |
| --------- | -- | -------------- | -- | - | - | - | -- | -- | -- | --- |
| K         | 1. | RSC Anderlecht | 10 | 4 | 3 | 3 | 16 | 11 | +5 | 49  |
| CL        | 2. | Zulte Waregem  | 10 | 4 | 3 | 3 | 20 | 20 | 0  | 47  |
| EL        | 3. | Club Brugge    | 10 | 6 | 1 | 3 | 21 | 17 | +4 | 46  |
| (barrage) | 4. | Standard Luik  | 10 | 5 | 2 | 3 | 18 | 17 | +1 | 42  |
| (beker)   | 5. | KRC Genk       | 10 | 3 | 3 | 4 | 11 | 12 | −1 | 40  |
|           | 6. | KSC Lokeren    | 10 | 1 | 2 | 7 | 15 | 24 | −9 | 31  |

### Statistieken
| Nr. | Naam                 | Wed. |    |   |   |    |    |
| --- | -------------------- | ---- | -- | - | - | -- | -- |
| 1   | Silvio Proto         | 39   | 0  | 4 | 0 | 0  | 0  |
| 3   | Olivier Deschacht    | 27   | 2  | 4 | 2 | 2  | 4  |
| 4   | Osama Hawsawi        | 1    | 0  | 0 | 0 | 0  | 1  |
| 5   | Lucas Biglia         | 36   | 5  | 4 | 1 | 0  | 2  |
| 6   | Bedi Mbenza          | 1    | 0  | 0 | 0 | 1  | 0  |
| 6   | Demy de Zeeuw        | 12   | 1  | 2 | 0 | 9  | 1  |
| 7   | Guillermo Molins     | 3    | 0  | 0 | 0 | 2  | 0  |
| 7   | Samuel Armenteros    | 3    | 1  | 0 | 0 | 3  | 0  |
| 8   | Denis Odoi           | 14   | 0  | 3 | 1 | 4  | 3  |
| 9   | Matías Suárez        | 11   | 3  | 0 | 0 | 3  | 4  |
| 10  | Kanu                 | 21   | 4  | 3 | 0 | 7  | 3  |
| 11  | Milan Jovanović      | 33   | 8  | 5 | 1 | 2  | 16 |
| 13  | Thomas Kaminski      | 1    | 0  | 0 | 0 | 0  | 0  |
| 14  | Bram Nuytinck        | 33   | 1  | 3 | 1 | 0  | 1  |
| 15  | Gohi Bi Cyriac       | 2    | 0  | 1 | 0 | 2  | 0  |
| 16  | Cheikhou Kouyaté     | 33   | 1  | 3 | 1 | 0  | 3  |
| 17  | Oleksandr Iakovenko  | 24   | 7  | 0 | 0 | 17 | 1  |
| 19  | Sacha Kljestan       | 35   | 3  | 5 | 0 | 4  | 7  |
| 20  | Behrang Safari       | 20   | 0  | 5 | 0 | 2  | 4  |
| 21  | Tom De Sutter        | 31   | 12 | 1 | 0 | 10 | 7  |
| 23  | Roland Juhász        | 3    | 0  | 0 | 0 | 2  | 0  |
| 25  | Dieumerci Mbokani    | 27   | 19 | 6 | 0 | 0  | 4  |
| 26  | Dennis Praet         | 27   | 2  | 1 | 0 | 5  | 15 |
| 27  | Marcin Wasilewski    | 22   | 0  | 4 | 0 | 9  | 0  |
| 30  | Guillaume Gillet     | 32   | 6  | 4 | 0 | 0  | 2  |
| 37  | Jordan Lukaku        | 0    | 0  | 0 | 0 | 0  | 0  |
| 39  | Anthony Vanden Borre | 1    | 0  | 0 | 0 | 1  | 0  |
| 45  | Massimo Bruno        | 33   | 7  | 1 | 0 | 7  | 17 |
| 55  | Fernando Canesin     | 4    | 0  | 0 | 0 | 3  | 0  |
| 70  | Ronald Vargas        | 11   | 2  | 0 | 0 | 6  | 4  |
| 77  | Reynaldo             | 1    | 0  | 0 | 0 | 0  | 1  |

## UEFA Champions League
Anderlecht was als kampioen in principe rechtstreeks geplaatst voor de UEFA Champions League, maar omdat Chelsea de vorige editie had gewonnen en zich in eigen land niet wist te plaatsen voor het kampioenenbal moest Anderlecht alsnog voorrondes spelen. Het Litouwse FK Ekranas ging makkelijk voor de bijl, Anderlecht won twee keer met ruime cijfers. Het Cypriotische Limassol bleek een lastigere klant. Anderlecht leek de betere ploeg maar verloor wel met 2-1. In de terugwedstrijd slaagde paars-wit er niet meteen in om te scoren. Pas in het slot, toen de jonge Massimo Bruno mocht invallen, kwam er verandering. Hij zette goed voor en Dieumerci Mbokani bracht Anderlecht op voorsprong. Oleksandr Jakovenko maakte wat later de 2-0.
Anderlecht belandde na de loting in de op papier zware groep van AC Milan, Zenit Sint-Petersburg en Málaga. In de eerste wedstrijd speelde Anderlecht verrassend gelijk in Milaan. Het werd 0-0, verdediger Bram Nuytinck werd achteraf geselecteerd voor het Champions League-elftal van de week. In het tweede duel verloor paars-wit kansloos met 0-3 tegen een sterk Málaga.
In de twee confrontaties met Zenit toonde beide clubs zich even sterk. In de wedstrijd in Rusland maakte Milan Jovanović een strafschopfout, waardoor Zenit won. In het Astridpark maakte Mbokani met de eerste Champions Leaguetreffer voor Anderlecht het enige doelpunt van de partij.
Vervolgens kwam Milan op bezoek, de Italianen scoorden net na de rust een belangrijk doelpunt. Anderlecht ging op zoek naar de gelijkmaker maar zag hoe Nuytinck tegen een rode kaart aanliep. Uit de vrije trap die daarop volgde, scoorde Philippe Mexès via een magistrale omhaal. Invaller Tom De Sutter kon nog milderen, maar in het slot zorgde Pato voor de 1-3-eindstand.
Ondanks de nederlaag kon Anderlecht nog altijd Europees overwinteren, maar dan moest het rekening houden met de uitslag in Milan-Zenit en zelf een goed resultaat neerzetten in een uitduel tegen groepswinnaar Málaga. Paars-wit speelde heel wat kansen bij elkaar. Jovanović en Mbokani scoorden, maar zagen ook een terecht doelpunt van Behrang Safari afgekeurd worden. Het werd uiteindelijk 2-2. Zenit won bovendien met 0-1 in Milaan, waardoor Anderlecht laatste werd in groep C.

### Wedstrijden
| UEFA Champions League                                          |                                                             |                         |                                                                             | |                                                        |
| Wedstrijddetails                                               | Thuisploeg                                                  | Uitslag                 | Uitploeg                                                                    | Opstelling | Kaarten                                                |
| Derde voorronde                                                |                                                             |                         |                                                                             | |                                                        |
| 1 augustus 2012 20:00 Constant Vanden Stockstadion Anderlecht  | RSC Anderlecht                                              | 5-0                     | FK Ekranas                                                                  | Proto Odoi, Wasilewski, Deschacht, Safari Gillet (70' Canesin), Biglia, Kanu (63' Kljestan), Jovanovic De Sutter (81' Jakovenko), Mbokani  |                                                        |
| 1 augustus 2012 20:00 Constant Vanden Stockstadion Anderlecht  | 3' De Sutter 22' Kanu 42' Mbokani 53' Mbokani 88' Jovanovic | 1-0 2-0 3-0 4-0 5-0     |                                                                             | Proto Odoi, Wasilewski, Deschacht, Safari Gillet (70' Canesin), Biglia, Kanu (63' Kljestan), Jovanovic De Sutter (81' Jakovenko), Mbokani  |                                                        |
| 8 augustus 2012 19:00 LFF-stadion Vilnius                      | FK Ekranas                                                  | 0-6                     | RSC Anderlecht                                                              | Proto Odoi, Mbenza, Deschacht, Safari Biglia (46' Marecek), Praet, Kljestan Gillet (46' Molins), De Sutter (60' Canesin), Jakovenko        |                                                        |
| 8 augustus 2012 19:00 LFF-stadion Vilnius                      |                                                             | 0-1 0-2 0-3 0-4 0-5 0-6 | 10' Kljestan 32' Praet 45+3' Jakovenko 48' De Sutter 63' Molins 88' Canesin | Proto Odoi, Mbenza, Deschacht, Safari Biglia (46' Marecek), Praet, Kljestan Gillet (46' Molins), De Sutter (60' Canesin), Jakovenko        |                                                        |
| Play-offs                                                      |                                                             |                         |                                                                             | |                                                        |
| 22 augustus 2012 20:45 Tsirion Limasol                         | AEL Limassol                                                | 2-1                     | RSC Anderlecht                                                              | Proto Odoi, Wasilewski, Kouyaté, Safari Biglia, Kljestan, Kanu Gillet, Mbokani, Jovanovic (74' Jakovenko)                                  | 67' Jovanovic 70' Safari 74' Jovanovic * 83' Mbokani   |
| 22 augustus 2012 20:45 Tsirion Limasol                         | 34' Júnior 72' Miguel                                       | 1-0 1-1 2-1             | 62' Mbokani                                                                 | Proto Odoi, Wasilewski, Kouyaté, Safari Biglia, Kljestan, Kanu Gillet, Mbokani, Jovanovic (74' Jakovenko)                                  | 67' Jovanovic 70' Safari 74' Jovanovic * 83' Mbokani   |
| 29 augustus 2012 20:45 Constant Vanden Stockstadion Anderlecht | RSC Anderlecht                                              | 2-0                     | AEL Limassol                                                                | Proto Odoi (80' Juhasz), Wasilewski, Kouyaté, Deschacht Gillet (75' Bruno), Kljestan, Biglia, Kanu De Sutter (66' Jakovenko), Mbokani      | 42' Gillet 71' Gillet 90+1' Jakovenko 90+3' Kljestan   |
| 29 augustus 2012 20:45 Constant Vanden Stockstadion Anderlecht | 81' Mbokani 89' Jakovenko                                   | 1-0 2-0                 |                                                                             | Proto Odoi (80' Juhasz), Wasilewski, Kouyaté, Deschacht Gillet (75' Bruno), Kljestan, Biglia, Kanu De Sutter (66' Jakovenko), Mbokani      | 42' Gillet 71' Gillet 90+1' Jakovenko 90+3' Kljestan   |
| Groepsfase                                                     |                                                             |                         |                                                                             | |                                                        |
| 18 september 2012 20:45 San Siro Milaan                        | AC Milan                                                    | 0-0                     | RSC Anderlecht                                                              | Proto Gillet, Wasilewski, Nuytinck, Deschacht Bruno (78' Praet), Kouyaté (78' Juhasz), Biglia, Kljestan, Kanu (89' Jakovenko) Mbokani      | 57' Wasilewski 79' Kljestan                            |
| 18 september 2012 20:45 San Siro Milaan                        |                                                             |                         |                                                                             | Proto Gillet, Wasilewski, Nuytinck, Deschacht Bruno (78' Praet), Kouyaté (78' Juhasz), Biglia, Kljestan, Kanu (89' Jakovenko) Mbokani      | 57' Wasilewski 79' Kljestan                            |
| 3 oktober 2012 20:45 Constant Vanden Stockstadion Anderlecht   | RSC Anderlecht                                              | 0-3                     | Málaga CF                                                                   | Proto Gillet, Wasilewski, Nuytinck, Deschacht Kouyaté, Biglia, Kanu Bruno (46' Kljestan), Mbokani, Jovanovic (59' Jakovenko)               | 17' Gillet 56' Kouyaté 58' Mbokani 60' Wasilewski      |
| 3 oktober 2012 20:45 Constant Vanden Stockstadion Anderlecht   |                                                             | 0-1 0-2 0-3             | 45+1' Eliseu 57' Joaquín 64' Eliseu                                         | Proto Gillet, Wasilewski, Nuytinck, Deschacht Kouyaté, Biglia, Kanu Bruno (46' Kljestan), Mbokani, Jovanovic (59' Jakovenko)               | 17' Gillet 56' Kouyaté 58' Mbokani 60' Wasilewski      |
| 24 oktober 2012 18:00 Petrovskistadion Sint-Petersburg         | Zenit Sint-Petersburg                                       | 1-0                     | RSC Anderlecht                                                              | Proto Wasilewski (83' Molins), Kouyaté, Nuytinck, Deschacht Gillet, Praet (74' Jakovenko), Biglia, Kanu De Sutter, Jovanovic               | 52' Wasilewski 72' Jovanovic 79' Proto 90+2' De Sutter |
| 24 oktober 2012 18:00 Petrovskistadion Sint-Petersburg         | 72' Kerzjakov                                               | 1-0                     |                                                                             | Proto Wasilewski (83' Molins), Kouyaté, Nuytinck, Deschacht Gillet, Praet (74' Jakovenko), Biglia, Kanu De Sutter, Jovanovic               | 52' Wasilewski 72' Jovanovic 79' Proto 90+2' De Sutter |
| 6 november 2012 20:45 Constant Vanden Stockstadion Anderlecht  | RSC Anderlecht                                              | 1-0                     | Zenit Sint-Petersburg                                                       | Proto Gillet, Kouyaté, Nuytinck, Safari Biglia, Praet (79' Kanu), Kljestan Bruno (72' Jakovenko), Mbokani, Jovanovic                       | 56' Safari 90+2' Jakovenko                             |
| 6 november 2012 20:45 Constant Vanden Stockstadion Anderlecht  | 17' Mbokani                                                 | 1-0                     |                                                                             | Proto Gillet, Kouyaté, Nuytinck, Safari Biglia, Praet (79' Kanu), Kljestan Bruno (72' Jakovenko), Mbokani, Jovanovic                       | 56' Safari 90+2' Jakovenko                             |
| 21 november 2012 20:45 Constant Vanden Stockstadion Anderlecht | RSC Anderlecht                                              | 1-3                     | AC Milan                                                                    | Proto Gillet, Kouyaté, Nuytinck, Deschacht Biglia, Praet (75' De Sutter), Kljestan Bruno (66' Jakovenko), Mbokani, Jovanovic (77' Canesin) | 49' Biglia 66' Gillet 70' Nuytinck                     |
| 21 november 2012 20:45 Constant Vanden Stockstadion Anderlecht | 78' De Sutter                                               | 0-1 0-2 1-2 1-3         | 47' El Shaarawy 71' Mexès 90+1' Pato                                        | Proto Gillet, Kouyaté, Nuytinck, Deschacht Biglia, Praet (75' De Sutter), Kljestan Bruno (66' Jakovenko), Mbokani, Jovanovic (77' Canesin) | 49' Biglia 66' Gillet 70' Nuytinck                     |
| 4 december 2012 20:45 Estadio La Rosaleda Málaga               | Málaga CF                                                   | 2-2                     | RSC Anderlecht                                                              | Proto Gillet, Kouyaté, Deschacht, Safari Biglia, Praet (71' De Sutter), Kljestan Bruno, Mbokani, Jovanovic (85' Vargas)                    | 33' Kljestan 63' Safari 76' Mbokani                    |
| 4 december 2012 20:45 Estadio La Rosaleda Málaga               | 45' Duda 61' Duda                                           | 1-0 1-1 2-1 2-2         | 50' Jovanovic 89' Mbokani                                                   | Proto Gillet, Kouyaté, Deschacht, Safari Biglia, Praet (71' De Sutter), Kljestan Bruno, Mbokani, Jovanovic (85' Vargas)                    | 33' Kljestan 63' Safari 76' Mbokani                    |

* Jovanovic was woedend na zijn wissel en trapte aan de bank een flesje water het veld op. De scheidsrechter gaf hem een tweede gele kaart, nadat hij eerder al geel had gekregen voor tijdrekken.

### Statistieken
| Nr. | Naam                | Wed. |   |   |   |   |   |
| --- | ------------------- | ---- | - | - | - | - | - |
| 1   | Silvio Proto        | 10   | 0 | 1 | 0 | 0 | 0 |
| 3   | Olivier Deschacht   | 8    | 0 | 0 | 0 | 0 | 0 |
| 4   | Osama Hawsawi       | 0    | 0 | 0 | 0 | 0 | 0 |
| 5   | Lucas Biglia        | 10   | 0 | 2 | 0 | 0 | 1 |
| 6   | Bedi Mbenza         | 1    | 0 | 0 | 0 | 0 | 0 |
| 7   | Guillermo Molins    | 2    | 1 | 0 | 0 | 2 | 0 |
| 8   | Denis Odoi          | 4    | 0 | 0 | 0 | 0 | 1 |
| 9   | Matías Suárez       | 0    | 0 | 0 | 0 | 0 | 0 |
| 10  | Kanu                | 7    | 1 | 0 | 0 | 1 | 2 |
| 11  | Milan Jovanović     | 7    | 2 | 3 | 1 | 0 | 4 |
| 13  | Thomas Kaminski     | 0    | 0 | 0 | 0 | 0 | 0 |
| 14  | Bram Nuytinck       | 5    | 0 | 0 | 1 | 0 | 0 |
| 15  | Gohi Bi Cyriac      | 0    | 0 | 0 | 0 | 0 | 0 |
| 16  | Cheikhou Kouyaté    | 8    | 0 | 1 | 0 | 0 | 1 |
| 17  | Oleksandr Jakovenko | 9    | 2 | 2 | 0 | 8 | 0 |
| 18  | Lukáš Mareček       | 1    | 0 | 0 | 0 | 1 | 0 |
| 19  | Sacha Kljestan      | 9    | 1 | 3 | 0 | 2 | 0 |
| 20  | Behrang Safari      | 5    | 0 | 3 | 0 | 0 | 0 |
| 21  | Tom De Sutter       | 6    | 3 | 1 | 0 | 2 | 3 |
| 23  | Roland Juhász       | 2    | 0 | 0 | 0 | 2 | 0 |
| 25  | Dieumerci Mbokani   | 8    | 6 | 3 | 0 | 0 | 0 |
| 26  | Dennis Praet        | 6    | 1 | 0 | 0 | 1 | 4 |
| 27  | Marcin Wasilewski   | 6    | 0 | 3 | 0 | 0 | 1 |
| 30  | Guillaume Gillet    | 10   | 0 | 3 | 0 | 0 | 3 |
| 37  | Jordan Lukaku       | 0    | 0 | 0 | 0 | 0 | 0 |
| 45  | Massimo Bruno       | 6    | 0 | 0 | 0 | 1 | 4 |
| 55  | Fernando Canesin    | 3    | 1 | 0 | 0 | 3 | 0 |
| 70  | Ronald Vargas       | 1    | 0 | 0 | 0 | 1 | 0 |
| 77  | Reynaldo            | 0    | 0 | 0 | 0 | 0 | 0 |

### Derde voorronde (heen)
|                                                  |                                                      |                |            |                                                                                                  |
| 1 augustus 2012 Voorrondes UEFA Champions League | RSC Anderlecht                                       | 5 – 0          | FK Ekranas | Constant Vanden Stockstadion, Anderlecht Toeschouwers: 12.203 Scheidsrechter: Kristinn Jakobsson |
| 1 augustus 2012 Voorrondes UEFA Champions League | 2' De Sutter 21' Kanu 41', 52' Mbokani 87' Jovanović | Wedstrijdfiche |            | Constant Vanden Stockstadion, Anderlecht Toeschouwers: 12.203 Scheidsrechter: Kristinn Jakobsson |

| Anderlecht | Ekranas |

| Anderlecht (4–4–2 ruit): |    |                   |     |
|                          |    |                   |     |
| GK                       | 1  | Silvio Proto      |     |
| RB                       | 8  | Denis Odoi        |     |
| CB                       | 27 | Marcin Wasilewski |     |
| CB                       | 3  | Olivier Deschacht |     |
| LB                       | 20 | Behrang Safari    |     |
| DM                       | 5  | Lucas Biglia      |     |
| CM                       | 30 | Guillaume Gillet  | 69' |
| CM                       | 11 | Milan Jovanović   |     |
| AM                       | 10 | Kanu              | 62' |
| RF                       | 25 | Dieumerci Mbokani |     |
| LF                       | 21 | Tom De Sutter     | 80' |
| Wisselspelers:           |    |                   |     |
|                          |    |                   |     |
| MF                       | 19 | Sacha Kljestan    | 62' |
| FW                       | 55 | Fernando Canesin  | 69' |
| FW                       | 17 | Sasja Jakovenko   | 80' |
| Coach:                   |    |                   |     |
| John van den Brom        |    |                   |     |

| Ekranas (4–3–3 punt naar voren): |    |                        |       |
|                                  |    |                        |       |
| GK                               | 21 | Emilijus Zubas         |       |
| RB                               | 5  | Vytautas Lukša         |       |
| CB                               | 20 | Ignas Dedura           |       |
| CB                               | 78 | Mantas Samusiovas      |       |
| LB                               | 4  | Yani Urdinov           |       |
| CM                               | 77 | Giedrius Tomkevičius   | 90+2' |
| CM                               | 10 | Aurimas Kučys          | 86'   |
| AM                               | 31 | Marko Anđelković       |       |
| RW                               | 19 | Egidijus Varnas        | 41'   |
| CF                               | 18 | Zilvinas Kymantas      | 60'   |
| LW                               | 70 | Aurimas Vertelis       | 83'   |
| Wisselspelers:                   |    |                        |       |
|                                  |    |                        |       |
| FW                               | 13 | Arsenij Buinickij      | 60'   |
| FW                               | 8  | Vitalijus Kavaliauskas | 83'   |
| DF                               | 3  | Dainius Gleveckas      | 90+2' |
| Coach:                           |    |                        |       |
| Valdas Urbonas                   |    |                        |       |

### Derde voorronde (terug)
|                                                  |            |                |                                                                                                |                                                                              |
| 8 augustus 2012 Voorrondes UEFA Champions League | FK Ekranas | 0 – 6          | RSC Anderlecht                                                                                 | Aukštaitijastadion, Panevėžys Toeschouwers: 4.225 Scheidsrechter: Alon Yefet |
| 8 augustus 2012 Voorrondes UEFA Champions League |            | Wedstrijdfiche | 9' Kljestan 29' Gillet 31' Praet 45+3' Jakovenko 47' De Sutter 62' Molins 87' Fernando Canesin | Aukštaitijastadion, Panevėžys Toeschouwers: 4.225 Scheidsrechter: Alon Yefet |

| Ekranas | Anderlecht |

| Ekranas (4–4–2 ruit): |    |                        |     |
|                       |    |                        |     |
| GK                    | 21 | Emilijus Zubas         | 25' |
| RB                    | 5  | Vytautas Lukša         |     |
| CB                    | 20 | Ignas Dedura           |     |
| CB                    | 78 | Mantas Samusiovas      |     |
| LB                    | 4  | Yani Urdinov           | 70' |
| DM                    | 10 | Aurimas Kučys          |     |
| CM                    | 31 | Marko Anđelković       |     |
| CM                    | 70 | Aurimas Vertelis       |     |
| AM                    | 13 | Arsenij Buinickij      | 28' |
| RF                    | 19 | Egidijus Varnas        |     |
| LF                    | 18 | Zilvinas Kymantas      | 60' |
| Wisselspelers:        |    |                        |     |
|                       |    |                        |     |
| GK                    | 12 | Tadas Kauneckas        | 28' |
| FW                    | 8  | Vitalijus Kavaliauskas | 60' |
| MF                    | 32 | Uchenna Umeh           | 70' |
| Coach:                |    |                        |     |
| Valdas Urbonas        |    |                        |     |

| Anderlecht (4–2–3–1): |    |                   |     |
|                       |    |                   |     |
| GK                    | 1  | Silvio Proto      |     |
| RB                    | 8  | Denis Odoi        |     |
| CB                    | 6  | Bedi Mbenza       |     |
| CB                    | 3  | Olivier Deschacht |     |
| LB                    | 20 | Behrang Safari    |     |
| CM                    | 19 | Sacha Kljestan    |     |
| CM                    | 5  | Lucas Biglia      | 46' |
| RM                    | 30 | Guillaume Gillet  | 46' |
| AM                    | 26 | Dennis Praet      |     |
| LM                    | 17 | Sasja Jakovenko   |     |
| CF                    | 21 | Tom De Sutter     | 59' |
| Wisselspelers:        |    |                   |     |
|                       |    |                   |     |
| MF                    | 18 | Lukáš Mareček     | 46' |
| MF                    | 7  | Guillermo Molins  | 46' |
| FW                    | 55 | Fernando Canesin  | 59' |
| Coach:                |    |                   |     |
| John van den Brom     |    |                   |     |

### Play-offs (heen)
|                                                  |                                 |                |                |                                                                                 |
| 22 augustus 2012 Play-offs UEFA Champions League | AEL Limassol                    | 2 – 1          | RSC Anderlecht | Bursa Atatürkstadion, Boersa Toeschouwers: 10.456 Scheidsrechter: Milorad Mažić |
| 22 augustus 2012 Play-offs UEFA Champions League | 34' Dossa Júnior 72' Rui Miguel | Wedstrijdfiche | 62' Mbokani    | Bursa Atatürkstadion, Boersa Toeschouwers: 10.456 Scheidsrechter: Milorad Mažić |

| Limassol | Anderlecht |

| Limassol (4–2–3–1):  |    |                 |         |
|                      |    |                 |         |
| GK                   | 32 | Matías Degra    |         |
| RB                   | 21 | Marm Alesa      |         |
| CB                   | 29 | Edwin Ouon      |         |
| CB                   | 2  | Dossa Júnior    | 37'     |
| LB                   | 23 | Carlitos        |         |
| CM                   | 77 | Dédé            |         |
| CM                   | 12 | Marios Nicolaou | 41'     |
| RM                   | 17 | Paulo Sérgio    | 65'     |
| AM                   | 20 | Luciano Bebê    | 40' 50' |
| LM                   | 11 | Edmar           | 85'     |
| CF                   | 99 | Dijilly Vouho   |         |
| Wisselspelers:       |    |                 |         |
|                      |    |                 |         |
| MF                   | 10 | Rui Miguel      | 50' 81' |
| FW                   | 84 | Chris Dickson   | 65'     |
| MF                   | 70 | Gilberto        | 85'     |
| Coach:               |    |                 |         |
| Pampos Christodoulou |    |                 |         |

| Anderlecht (4–2–3–1): |    |                   |                                 |
|                       |    |                   |                                 |
| GK                    | 1  | Silvio Proto      |                                 |
| RB                    | 8  | Denis Odoi        |                                 |
| CB                    | 16 | Cheikhou Kouyaté  |                                 |
| CB                    | 27 | Marcin Wasilewski |                                 |
| LB                    | 20 | Behrang Safari    | 70'                             |
| CM                    | 19 | Sacha Kljestan    |                                 |
| CM                    | 5  | Lucas Biglia      |                                 |
| RM                    | 30 | Guillaume Gillet  |                                 |
| AM                    | 10 | Kanu              |                                 |
| LM                    | 11 | Milan Jovanović   | 67' 74' 75' voor onsportiviteit |
| CF                    | 25 | Dieumerci Mbokani | 83'                             |
| Wisselspelers:        |    |                   |                                 |
|                       |    |                   |                                 |
| MF                    | 17 | Sasja Jakovenko   | 74'                             |
| Coach:                |    |                   |                                 |
| John van den Brom     |    |                   |                                 |

### Play-offs (terug)
|                                                  |                           |                |              |                                                                                             |
| 28 augustus 2012 Play-offs UEFA Champions League | RSC Anderlecht            | 2 – 0          | AEL Limassol | Constant Vanden Stockstadion, Anderlecht Toeschouwers: 18.174 Scheidsrechter: Marcin Borski |
| 28 augustus 2012 Play-offs UEFA Champions League | 81' Mbokani 89' Jakovenko | Wedstrijdfiche |              | Constant Vanden Stockstadion, Anderlecht Toeschouwers: 18.174 Scheidsrechter: Marcin Borski |

| Anderlecht | Limassol |

| Anderlecht (4–4–2 eenvoudig): |    |                   |         |
|                               |    |                   |         |
| GK                            | 1  | Silvio Proto      |         |
| RB                            | 8  | Denis Odoi        | 80'     |
| CB                            | 16 | Cheikhou Kouyaté  |         |
| CB                            | 27 | Marcin Wasilewski |         |
| LB                            | 3  | Olivier Deschacht |         |
| RM                            | 30 | Guillaume Gillet  | 41' 74' |
| CM                            | 19 | Sacha Kljestan    | 90+2'   |
| CM                            | 5  | Lucas Biglia      | 70'     |
| LM                            | 10 | Kanu              |         |
| RF                            | 25 | Dieumerci Mbokani |         |
| LF                            | 21 | Tom De Sutter     | 65'     |
| Wisselspelers:                |    |                   |         |
|                               |    |                   |         |
| MF                            | 17 | Sasja Jakovenko   | 65' 90' |
| MF                            | 45 | Massimo Bruno     | 74'     |
| DF                            | 23 | Roland Juhász     | 80'     |
| Coach:                        |    |                   |         |
| John van den Brom             |    |                   |         |

| Limassol (4–2–3–1):  |    |                 |       |
|                      |    |                 |       |
| GK                   | 32 | Matías Degra    | 43'   |
| RB                   | 21 | Marm Alesa      | 77'   |
| CB                   | 29 | Edwin Ouon      | 90'   |
| CB                   | 2  | Dossa Júnior    |       |
| LB                   | 23 | Carlitos        |       |
| CM                   | 77 | Dédé            | 90+2' |
| CM                   | 12 | Marios Nicolaou |       |
| RM                   | 7  | Jorge Monteiro  | 37'   |
| AM                   | 10 | Rui Miguel      | 79'   |
| LM                   | 11 | Edmar           | 62'   |
| CF                   | 99 | Dijilly Vouho   |       |
| Wisselspelers:       |    |                 |       |
|                      |    |                 |       |
| MF                   | 70 | Gilberto        | 37'   |
| FW                   | 84 | Chris Dickson   | 62'   |
| MF                   | 3  | Maykon          | 79'   |
| Coach:               |    |                 |       |
| Pampos Christodoulou |    |                 |       |

### Groepsfase speeldag 1
|                                                    |                |       |                |                                                                     |
| 18 september 2012 Groepsfase UEFA Champions League | AC Milan       | 0 – 0 | RSC Anderlecht | San Siro, Milaan Toeschouwers: 27.600 Scheidsrechter: Willie Collum |
| 18 september 2012 Groepsfase UEFA Champions League | Wedstrijdfiche |       |                | San Siro, Milaan Toeschouwers: 27.600 Scheidsrechter: Willie Collum |

| Milan | Anderlecht |

| Milan (4–3–3 punt naar achteren): |    |                      |       |
|                                   |    |                      |       |
| GK                                | 32 | Christian Abbiati    |       |
| RB                                | 2  | Mattia De Sciglio    |       |
| CB                                | 25 | Daniele Bonera       | 74'   |
| CB                                | 5  | Philippe Mexès       | 90+2' |
| LB                                | 77 | Luca Antonini        |       |
| DM                                | 34 | Nigel de Jong        |       |
| CM                                | 8  | Antonio Nocerino     |       |
| CM                                | 16 | Mathieu Flamini      | 84'   |
| RW                                | 10 | Kevin-Prince Boateng | 60'   |
| CF                                | 11 | Giampaolo Pazzini    |       |
| LW                                | 28 | Urby Emanuelson      | 78'   |
| Wisselspelers:                    |    |                      |       |
|                                   |    |                      |       |
| FW                                | 92 | Stephan El Shaarawy  | 60'   |
| DF                                | 76 | Mario Yepes          | 74'   |
| MF                                | 21 | Kévin Constant       | 78'   |
| Coach:                            |    |                      |       |
| Massimiliano Allegri              |    |                      |       |

| Anderlecht (4–2–3–1): |    |                   |     |
|                       |    |                   |     |
| GK                    | 1  | Silvio Proto      |     |
| RB                    | 27 | Marcin Wasilewski | 57' |
| CB                    | 16 | Cheikhou Kouyaté  | 78' |
| CB                    | 14 | Bram Nuytinck     |     |
| LB                    | 3  | Olivier Deschacht |     |
| CM                    | 19 | Sacha Kljestan    | 79' |
| CM                    | 5  | Lucas Biglia      |     |
| RM                    | 30 | Guillaume Gillet  |     |
| AM                    | 10 | Kanu              | 89' |
| LM                    | 45 | Massimo Bruno     | 78' |
| CF                    | 25 | Dieumerci Mbokani |     |
| Wisselspelers:        |    |                   |     |
|                       |    |                   |     |
| DF                    | 23 | Roland Juhász     | 78' |
| MF                    | 26 | Dennis Praet      | 78' |
| MF                    | 17 | Sasja Jakovenko   | 89' |
| Coach:                |    |                   |     |
| John van den Brom     |    |                   |     |

### Groepsfase speeldag 2
|                                                 |                |                |                                     |                                                                                             |
| 3 oktober 2012 Groepsfase UEFA Champions League | RSC Anderlecht | 0 – 3          | Málaga                              | Constant Vanden Stockstadion, Anderlecht Toeschouwers: 15.711 Scheidsrechter: Viktor Kassai |
| 3 oktober 2012 Groepsfase UEFA Champions League |                | Wedstrijdfiche | 45+1', 64' Eliseu 56' (pen) Joaquín | Constant Vanden Stockstadion, Anderlecht Toeschouwers: 15.711 Scheidsrechter: Viktor Kassai |

| Anderlecht | Málaga |

| Anderlecht (4–2–3–1): |    |                   |     |
|                       |    |                   |     |
| GK                    | 1  | Silvio Proto      |     |
| RB                    | 30 | Guillaume Gillet  | 16' |
| CB                    | 27 | Marcin Wasilewski | 59' |
| CB                    | 14 | Bram Nuytinck     |     |
| LB                    | 3  | Olivier Deschacht |     |
| CM                    | 16 | Cheikhou Kouyaté  | 55' |
| CM                    | 5  | Lucas Biglia      |     |
| RM                    | 45 | Massimo Bruno     | 46' |
| AM                    | 10 | Kanu              |     |
| LM                    | 11 | Milan Jovanović   | 59' |
| CF                    | 25 | Dieumerci Mbokani | 58' |
| Wisselspelers:        |    |                   |     |
|                       |    |                   |     |
| MF                    | 19 | Sacha Kljestan    | 46' |
| MF                    | 17 | Sasja Jakovenko   | 59' |
| Coach:                |    |                   |     |
| John van den Brom     |    |                   |     |

| Málaga (4–2–3–1): |    |                     |     |
|                   |    |                     |     |
| GK                | 13 | Willy Caballero     |     |
| RB                | 21 | Sergio Sánchez      | 71' |
| CB                | 5  | Martín Demichelis   | 58' |
| CB                | 3  | Weligton            |     |
| LB                | 15 | Nacho Monreal       |     |
| CM                | 6  | Ignacio Camacho     |     |
| CM                | 16 | Manuel Iturra       | 87' |
| RM                | 17 | Joaquín             | 74' |
| AM                | 22 | Isco                | 81' |
| LM                | 18 | Eliseu              |     |
| CF                | 9  | Javier Saviola      | 66' |
| Wisselspelers:    |    |                     |     |
|                   |    |                     |     |
| FW                | 24 | Roque Santa Cruz    | 66' |
| MF                | 17 | Duda                | 74' |
| FW                | 11 | Sebastián Fernández | 81' |
| Coach:            |    |                     |     |
| Manuel Pellegrini |    |                     |     |

### Groepsfase speeldag 3
|                                                  |                     |                |                |                                                                            |
| 24 oktober 2012 Groepsfase UEFA Champions League | FK Zenit            | 1 – 0          | RSC Anderlecht | Petrovski, Sint-Petersburg Toeschouwers: 18.034 Scheidsrechter: Ivan Bebek |
| 24 oktober 2012 Groepsfase UEFA Champions League | 72' (pen) Kerzjakov | Wedstrijdfiche |                | Petrovski, Sint-Petersburg Toeschouwers: 18.034 Scheidsrechter: Ivan Bebek |

| Zenit | Anderlecht |

| Zenit (4–3–3 punt naar achteren): |    |                       |         |
|                                   |    |                       |         |
| GK                                | 16 | Vjatsjeslav Malafejev |         |
| RB                                | 2  | Aleksandr Anjoekov    |         |
| CB                                | 14 | Tomáš Hubočan         |         |
| CB                                | 6  | Nicolas Lombaerts     |         |
| LB                                | 4  | Domenico Criscito     |         |
| DM                                | 28 | Axel Witsel           |         |
| CM                                | 25 | Sergej Semak          | 67'     |
| CM                                | 15 | Roman Sjirokov        | 76'     |
| RW                                | 29 | Hulk                  |         |
| CF                                | 11 | Aleksandr Kerzjakov   |         |
| LW                                | 20 | Viktor Fajzoelin      | 30' 57' |
| Wisselspelers:                    |    |                       |         |
|                                   |    |                       |         |
| FW                                | 34 | Vladimir Bystrov      | 57'     |
| MF                                | 18 | Konstantin Zirjanov   | 67'     |
| DF                                | 3  | Bruno Alves           | 76'     |
| Coach:                            |    |                       |         |
| Luciano Spalletti                 |    |                       |         |

| Anderlecht (4–2–3–1): |    |                   |         |
|                       |    |                   |         |
| GK                    | 1  | Silvio Proto      | 79'     |
| RB                    | 27 | Marcin Wasilewski | 52' 83' |
| CB                    | 16 | Cheikhou Kouyaté  |         |
| CB                    | 14 | Bram Nuytinck     |         |
| LB                    | 3  | Olivier Deschacht |         |
| CM                    | 26 | Dennis Praet      | 74'     |
| CM                    | 5  | Lucas Biglia      |         |
| RM                    | 30 | Guillaume Gillet  |         |
| AM                    | 10 | Kanu              |         |
| LM                    | 11 | Milan Jovanović   | 72'     |
| CF                    | 21 | Tom De Sutter     | 90+2'   |
| Wisselspelers:        |    |                   |         |
|                       |    |                   |         |
| MF                    | 17 | Sasja Jakovenko   | 74'     |
| MF                    | 7  | Guillermo Molins  | 83'     |
| Coach:                |    |                   |         |
| John van den Brom     |    |                   |         |

### Groepsfase speeldag 4
|                                                  |                |                |          |                                                                                              |
| 6 november 2012 Groepsfase UEFA Champions League | RSC Anderlecht | 1 – 0          | FK Zenit | Constant Vanden Stockstadion, Anderlecht Toeschouwers: 16.437 Scheidsrechter: Antony Gautier |
| 6 november 2012 Groepsfase UEFA Champions League | 17' Mbokani    | Wedstrijdfiche |          | Constant Vanden Stockstadion, Anderlecht Toeschouwers: 16.437 Scheidsrechter: Antony Gautier |

| Anderlecht | Zenit |

| Anderlecht (4–2–3–1): |    |                   |         |
|                       |    |                   |         |
| GK                    | 1  | Silvio Proto      |         |
| RB                    | 30 | Guillaume Gillet  |         |
| CB                    | 16 | Cheikhou Kouyaté  |         |
| CB                    | 14 | Bram Nuytinck     |         |
| LB                    | 20 | Behrang Safari    | 56'     |
| CM                    | 19 | Sacha Kljestan    |         |
| CM                    | 5  | Lucas Biglia      |         |
| RM                    | 45 | Massimo Bruno     | 72'     |
| AM                    | 26 | Dennis Praet      | 79'     |
| LM                    | 11 | Milan Jovanović   |         |
| CF                    | 25 | Dieumerci Mbokani |         |
| Wisselspelers:        |    |                   |         |
|                       |    |                   |         |
| MF                    | 17 | Sasja Jakovenko   | 72' 90' |
| MF                    | 10 | Kanu              | 79'     |
| Coach:                |    |                   |         |
| John van den Brom     |    |                   |         |

| Zenit (4–3–3 punt naar achteren): |    |                       |         |
|                                   |    |                       |         |
| GK                                | 16 | Vjatsjeslav Malafejev |         |
| RB                                | 2  | Aleksandr Anjoekov    |         |
| CB                                | 14 | Tomáš Hubočan         |         |
| CB                                | 6  | Nicolas Lombaerts     | 69'     |
| LB                                | 4  | Domenico Criscito     |         |
| DM                                | 28 | Axel Witsel           | 37'     |
| CM                                | 27 | Igor Denisov          |         |
| CM                                | 15 | Roman Sjirokov        | 89'     |
| RW                                | 25 | Sergej Semak          | 46'     |
| CF                                | 11 | Aleksandr Kerzjakov   |         |
| LW                                | 34 | Vladimir Bystrov      | 77'     |
| Wisselspelers:                    |    |                       |         |
|                                   |    |                       |         |
| MF                                | 10 | Danny                 | 46'     |
| DF                                | 3  | Bruno Alves           | 69' 90' |
| FW                                | 99 | Maksim Kanoennikov    | 77'     |
| Coach:                            |    |                       |         |
| Luciano Spalletti                 |    |                       |         |

### Groepsfase speeldag 5
|                                                   |                |                |                                                |                                                                                             |
| 21 november 2012 Groepsfase UEFA Champions League | RSC Anderlecht | 1 – 3          | AC Milan                                       | Constant Vanden Stockstadion, Anderlecht Toeschouwers: 19.803 Scheidsrechter: Damir Skomina |
| 21 november 2012 Groepsfase UEFA Champions League | 78' De Sutter  | Wedstrijdfiche | 47' El Shaarawy 71' Mexès 90+1' Alexandre Pato | Constant Vanden Stockstadion, Anderlecht Toeschouwers: 19.803 Scheidsrechter: Damir Skomina |

| Anderlecht | Milan |

| Anderlecht (4–2–3–1): |    |                   |     |
|                       |    |                   |     |
| GK                    | 1  | Silvio Proto      |     |
| RB                    | 30 | Guillaume Gillet  | 66' |
| CB                    | 16 | Cheikhou Kouyaté  |     |
| CB                    | 14 | Bram Nuytinck     | 70' |
| LB                    | 3  | Olivier Deschacht |     |
| CM                    | 19 | Sacha Kljestan    |     |
| CM                    | 5  | Lucas Biglia      | 49' |
| RM                    | 45 | Massimo Bruno     | 66' |
| AM                    | 26 | Dennis Praet      | 75' |
| LM                    | 11 | Milan Jovanović   | 77' |
| CF                    | 25 | Dieumerci Mbokani |     |
| Wisselspelers:        |    |                   |     |
|                       |    |                   |     |
| MF                    | 17 | Sasja Jakovenko   | 66' |
| FW                    | 21 | Tom De Sutter     | 75' |
| FW                    | 55 | Fernando Canesin  | 77' |
| Coach:                |    |                   |     |
| John van den Brom     |    |                   |     |

| Lokomotiv (4–3–3 punt naar achteren): |    |                      |         |
|                                       |    |                      |         |
| GK                                    | 32 | Christian Abbiati    | 84'     |
| RB                                    | 2  | Mattia De Sciglio    |         |
| CB                                    | 76 | Mario Yepes          |         |
| CB                                    | 5  | Philippe Mexès       | 79' 79' |
| LB                                    | 21 | Kévin Constant       | 67'     |
| DM                                    | 34 | Nigel de Jong        |         |
| CM                                    | 18 | Riccardo Montolivo   |         |
| CM                                    | 8  | Antonio Nocerino     | 41'     |
| RW                                    | 10 | Kevin-Prince Boateng |         |
| CF                                    | 22 | Bojan Krkić          | 67'     |
| LW                                    | 92 | Stephan El Shaarawy  |         |
| Wisselspelers:                        |    |                      |         |
|                                       |    |                      |         |
| MF                                    | 28 | Urby Emanuelson      | 67'     |
| FW                                    | 9  | Alexandre Pato       | 67'     |
| DF                                    | 17 | Cristián Zapata      | 79'     |
| Coach:                                |    |                      |         |
| Massimiliano Allegri                  |    |                      |         |

### Groepsfase speeldag 6
|                                                  |               |                |                           |                                                                        |
| 4 december 2012 Groepsfase UEFA Champions League | Málaga        | 2 – 2          | RSC Anderlecht            | La Rosaleda, Málaga Toeschouwers: 21.769 Scheidsrechter: Deniz Aytekin |
| 4 december 2012 Groepsfase UEFA Champions League | 45', 61' Duda | Wedstrijdfiche | 50' Jovanović 89' Mbokani | La Rosaleda, Málaga Toeschouwers: 21.769 Scheidsrechter: Deniz Aytekin |

| Málaga | Anderlecht |

| Málaga (4–2–3–1): |    |                     |        |
|                   |    |                     |        |
| GK                | 1  | Carlos Kameni       |        |
| RB                | 21 | Sergio Sánchez      |        |
| CB                | 23 | Oguchi Onyewu       |        |
| CB                | 3  | Weligton            | 54'    |
| LB                | 18 | Eliseu              |        |
| CM                | 8  | Jérémy Toulalan     | 16'    |
| CM                | 16 | Manuel Iturra       |        |
| RM                | 11 | Sebastián Fernández |        |
| AM                | 20 | Diego Buonanotte    |        |
| LM                | 17 | Duda                | 8' 80' |
| CF                | 24 | Roque Santa Cruz    |        |
| Wisselspelers:    |    |                     |        |
|                   |    |                     |        |
| MF                | 6  | Ignacio Camacho     | 16'    |
| DF                | 2  | Jesús Gámez         | 54'    |
| FW                | 27 | Francisco Portillo  | 80'    |
| Coach:            |    |                     |        |
| Manuel Pellegrini |    |                     |        |

| Anderlecht (4–2–3–1): |    |                   |     |
|                       |    |                   |     |
| GK                    | 1  | Silvio Proto      |     |
| RB                    | 30 | Guillaume Gillet  |     |
| CB                    | 16 | Cheikhou Kouyaté  |     |
| CB                    | 3  | Olivier Deschacht |     |
| LB                    | 20 | Behrang Safari    | 63' |
| CM                    | 19 | Sacha Kljestan    | 33' |
| CM                    | 5  | Lucas Biglia      |     |
| RM                    | 45 | Massimo Bruno     |     |
| AM                    | 26 | Dennis Praet      | 71' |
| LM                    | 11 | Milan Jovanović   | 85' |
| CF                    | 25 | Dieumerci Mbokani | 77' |
| Wisselspelers:        |    |                   |     |
|                       |    |                   |     |
| FW                    | 21 | Tom De Sutter     | 71' |
| MF                    | 70 | Ronald Vargas     | 85' |
| Coach:                |    |                   |     |
| John van den Brom     |    |                   |     |

### Eindstand groepsfase Champions League
| Groep C | Groep C               | Groep C | Groep C | Groep C | Groep C | Groep C | Groep C | Groep C | Groep C |
|         |                       | P       | W       | G       | V       | +       | -       | DS      | Ptn     |
| ------- | --------------------- | ------- | ------- | ------- | ------- | ------- | ------- | ------- | ------- |
| 1.      | Málaga CF             | 6       | 3       | 3       | 0       | 13      | 5       | +7      | 13      |
| 2.      | AC Milan              | 6       | 2       | 2       | 2       | 7       | 6       | +1      | 8       |
| 3.      | Zenit Sint-Petersburg | 6       | 2       | 1       | 3       | 6       | 9       | −3      | 7       |
| 4.      | RSC Anderlecht        | 6       | 1       | 2       | 3       | 4       | 9       | −5      | 5       |

## Beker van België

### Wedstrijden
| Beker van België                                                |                         |           |                  | |                                                                    |
| Wedstrijddetails                                                | Thuisploeg              | Uitslag   | Uitploeg         | Opstelling | Kaarten                                                            |
| 1/16 finale                                                     |                         |           |                  | |                                                                    |
| 26 september 2012 20:00 Constant Vanden Stockstadion Anderlecht | RSC Anderlecht          | 2-0       | Boussu Dour (II) | Kaminski Wasilewski, Hawsawi (58' Bruno), Juhasz, Safari Praet, Kljestan, Vargas (83' Canesin) Molins, De Sutter (72' Nuytinck), Jakovenko                                                                                             | 45' Wasilewski                                                     |
| 26 september 2012 20:00 Constant Vanden Stockstadion Anderlecht | 63' Bruno 87' Praet     | 1-0 2-0   |                  | Kaminski Wasilewski, Hawsawi (58' Bruno), Juhasz, Safari Praet, Kljestan, Vargas (83' Canesin) Molins, De Sutter (72' Nuytinck), Jakovenko                                                                                             | 45' Wasilewski                                                     |
| 1/8 finale                                                      |                         |           |                  | |                                                                    |
| 27 november 2012 20:00 Constant Vanden Stockstadion Anderlecht  | RSC Anderlecht          | 2-0       | KV Mechelen      | Kaminski Wasilewski, Kouyaté, Nuytinck, Safari Biglia (69' Jovanovic), Praet, Kljestan Canesin (69' Mbokani), De Sutter, Jakovenko (43' Bruno)                                                                                         | 37' Biglia 67' Kouyaté                                             |
| 27 november 2012 20:00 Constant Vanden Stockstadion Anderlecht  | 109' Praet 117' Mbokani | 1-0 2-0   |                  | Kaminski Wasilewski, Kouyaté, Nuytinck, Safari Biglia (69' Jovanovic), Praet, Kljestan Canesin (69' Mbokani), De Sutter, Jakovenko (43' Bruno)                                                                                         | 37' Biglia 67' Kouyaté                                             |
| 1/4 finale                                                      |                         |           |                  | |                                                                    |
| 11 december 2012 20:00 Jules Ottenstadion Gent                  | AA Gent                 | 1-1       | RSC Anderlecht   | Proto Gillet, Kouyaté, Nuytinck, Safari Biglia, Praet (79' Molins), Kljestan Bruno, Jovanovic, Kanu | 5' Kouyaté 54' Nuytinck 57' Kljestan 83' Gillet                    |
| 11 december 2012 20:00 Jules Ottenstadion Gent                  | 14' Mboyo               | 0-1 1-1   | 10' Jovanovic    | Proto Gillet, Kouyaté, Nuytinck, Safari Biglia, Praet (79' Molins), Kljestan Bruno, Jovanovic, Kanu | 5' Kouyaté 54' Nuytinck 57' Kljestan 83' Gillet                    |
| 16 januari 2013 20:00 Constant Vanden Stockstadion Anderlecht   | RSC Anderlecht          | 1-0       | AA Gent          | Proto Odoi, Wasilewski, Nuytinck, Deschacht Kljestan, Praet, Kanu Bruno, De Sutter, Jovanovic (67' Jakovenko) | 13' Kljestan                                                       |
| 16 januari 2013 20:00 Constant Vanden Stockstadion Anderlecht   | 18' De Sutter           | 1-0       |                  | Proto Odoi, Wasilewski, Nuytinck, Deschacht Kljestan, Praet, Kanu Bruno, De Sutter, Jovanovic (67' Jakovenko) | 13' Kljestan                                                       |
| Halve finale                                                    |                         |           |                  | |                                                                    |
| 30 januari 2013 20:00 Constant Vanden Stockstadion Anderlecht   | RSC Anderlecht          | 1-0       | KRC Genk         | Proto Gillet, Kouyaté, Nuytinck, Deschacht De Zeeuw (53' Armenteros), Praet, Biglia (88' Kanu) Bruno (64' Jakovenko), De Sutter, Jovanovic                                                                                             | 65' Deschacht                                                      |
| 30 januari 2013 20:00 Constant Vanden Stockstadion Anderlecht   | 30' Jovanovic           | 1-0       |                  | Proto Gillet, Kouyaté, Nuytinck, Deschacht De Zeeuw (53' Armenteros), Praet, Biglia (88' Kanu) Bruno (64' Jakovenko), De Sutter, Jovanovic                                                                                             | 65' Deschacht                                                      |
| 2 maart 2013 18:00 Cristal Arena Genk                           | KRC Genk                | 1-0 (7-6) | RSC Anderlecht   | Proto Odoi, Kouyaté, Nuytinck, Deschacht Biglia, Praet (66' De Sutter), De Zeeuw (97' Wasilewski) Gillet, Mbokani, Jovanovic Strafschoppen: Biglia, Nuytinck, Gillet, Wasilewski, De Sutter Odoi, Jovanovic, Kouyaté, Deschacht, Proto | 57' Mbokani 92' De Zeeuw 97' Kouyaté 103' De Sutter 103' Jovanovic |
| 2 maart 2013 18:00 Cristal Arena Genk                           | 63' Vossen              | 1-0       |                  | Proto Odoi, Kouyaté, Nuytinck, Deschacht Biglia, Praet (66' De Sutter), De Zeeuw (97' Wasilewski) Gillet, Mbokani, Jovanovic Strafschoppen: Biglia, Nuytinck, Gillet, Wasilewski, De Sutter Odoi, Jovanovic, Kouyaté, Deschacht, Proto | 57' Mbokani 92' De Zeeuw 97' Kouyaté 103' De Sutter 103' Jovanovic |

### Statistieken
| Nr. | Naam                | Wed. |   |   |   |   |   |
| --- | ------------------- | ---- | - | - | - | - | - |
| 1   | Silvio Proto        | 4    | 0 | 0 | 0 | 0 | 0 |
| 3   | Olivier Deschacht   | 3    | 0 | 1 | 0 | 0 | 0 |
| 4   | Osama Hawsawi       | 1    | 0 | 0 | 0 | 0 | 1 |
| 5   | Lucas Biglia        | 4    | 0 | 1 | 0 | 0 | 2 |
| 6   | Bedi Mbenza         | 0    | 0 | 0 | 0 | 0 | 0 |
| 6   | Demy de Zeeuw       | 2    | 0 | 1 | 0 | 0 | 2 |
| 7   | Guillermo Molins    | 2    | 0 | 0 | 0 | 1 | 0 |
| 7   | Samuel Armenteros   | 1    | 0 | 0 | 0 | 1 | 0 |
| 8   | Denis Odoi          | 2    | 0 | 0 | 0 | 0 | 0 |
| 9   | Matías Suárez       | 0    | 0 | 0 | 0 | 0 | 0 |
| 10  | Kanu                | 3    | 0 | 0 | 0 | 1 | 0 |
| 11  | Milan Jovanović     | 5    | 2 | 1 | 0 | 1 | 1 |
| 13  | Thomas Kaminski     | 2    | 0 | 0 | 0 | 0 | 0 |
| 14  | Bram Nuytinck       | 6    | 0 | 1 | 0 | 1 | 0 |
| 15  | Gohi Bi Cyriac      | 0    | 0 | 0 | 0 | 0 | 0 |
| 16  | Cheikhou Kouyaté    | 4    | 0 | 3 | 0 | 0 | 0 |
| 17  | Oleksandr Jakovenko | 4    | 0 | 0 | 0 | 2 | 1 |
| 19  | Sacha Kljestan      | 4    | 0 | 2 | 0 | 0 | 0 |
| 20  | Behrang Safari      | 3    | 0 | 0 | 0 | 0 | 0 |
| 21  | Tom De Sutter       | 5    | 1 | 1 | 0 | 1 | 1 |
| 23  | Roland Juhász       | 1    | 0 | 0 | 0 | 0 | 0 |
| 25  | Dieumerci Mbokani   | 2    | 1 | 0 | 1 | 1 | 0 |
| 26  | Dennis Praet        | 6    | 2 | 0 | 0 | 0 | 2 |
| 27  | Marcin Wasilewski   | 4    | 0 | 1 | 0 | 1 | 0 |
| 30  | Guillaume Gillet    | 3    | 0 | 1 | 0 | 0 | 0 |
| 37  | Jordan Lukaku       | 0    | 0 | 0 | 0 | 0 | 0 |
| 45  | Massimo Bruno       | 5    | 1 | 0 | 0 | 2 | 1 |
| 55  | Fernando Canesin    | 2    | 0 | 0 | 0 | 1 | 0 |
| 70  | Ronald Vargas       | 1    | 0 | 0 | 0 | 0 | 1 |
| 77  | Reynaldo            | 0    | 0 | 0 | 0 | 0 | 0 |

## Seizoensoverzicht
- Grootste thuisoverwinning: RSCA - Club Brugge (6-1, 11 november 2012)
- Grootste uitoverwinning: Ekranas - RSCA (0-6, 8 augustus 2012)
- Grootste thuisnederlaag: RSCA - Málaga (0-3, 3 oktober 2012)
- Grootste uitnederlaag: Charleroi - RSCA (2-0, 27 oktober 2012)
- Topschutter van het team: Dieumerci Mbokani - 26 goals (19 in de competitie, 1 in de beker en 6 in Europa)
- Meeste wedstrijden: Silvio Proto - 53 wedstrijden
- Meeste gele kaarten: Sacha Kljestan - 10 gele kaarten
- Meeste rode kaarten: Milan Jovanović, Olivier Deschacht en Bram Nuytinck - 2 rode kaarten

## Individuele prijzen
- Gouden Schoen: Dieumerci Mbokani
- Keeper van het Jaar: Silvio Proto

## Afbeeldingen

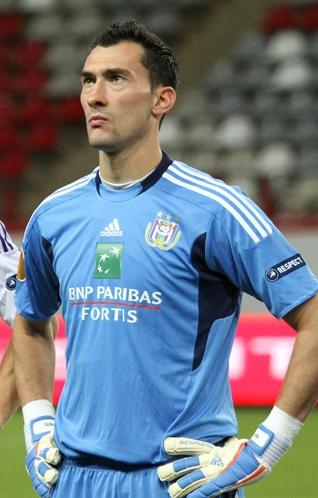
Silvio Proto (doelman)
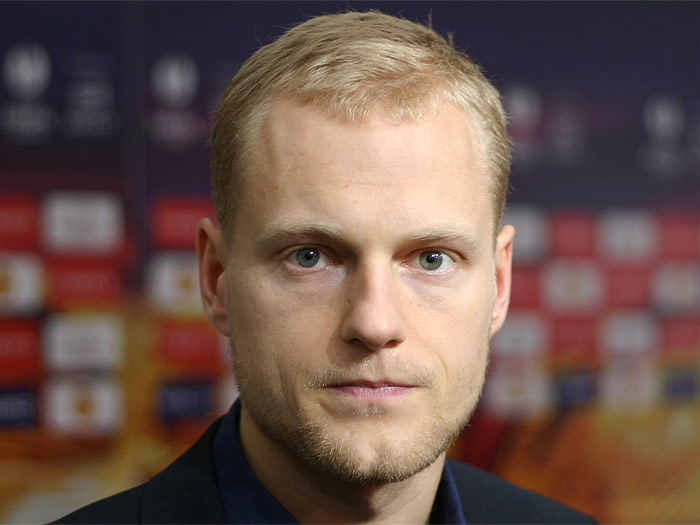
Olivier Deschacht (verdediger)
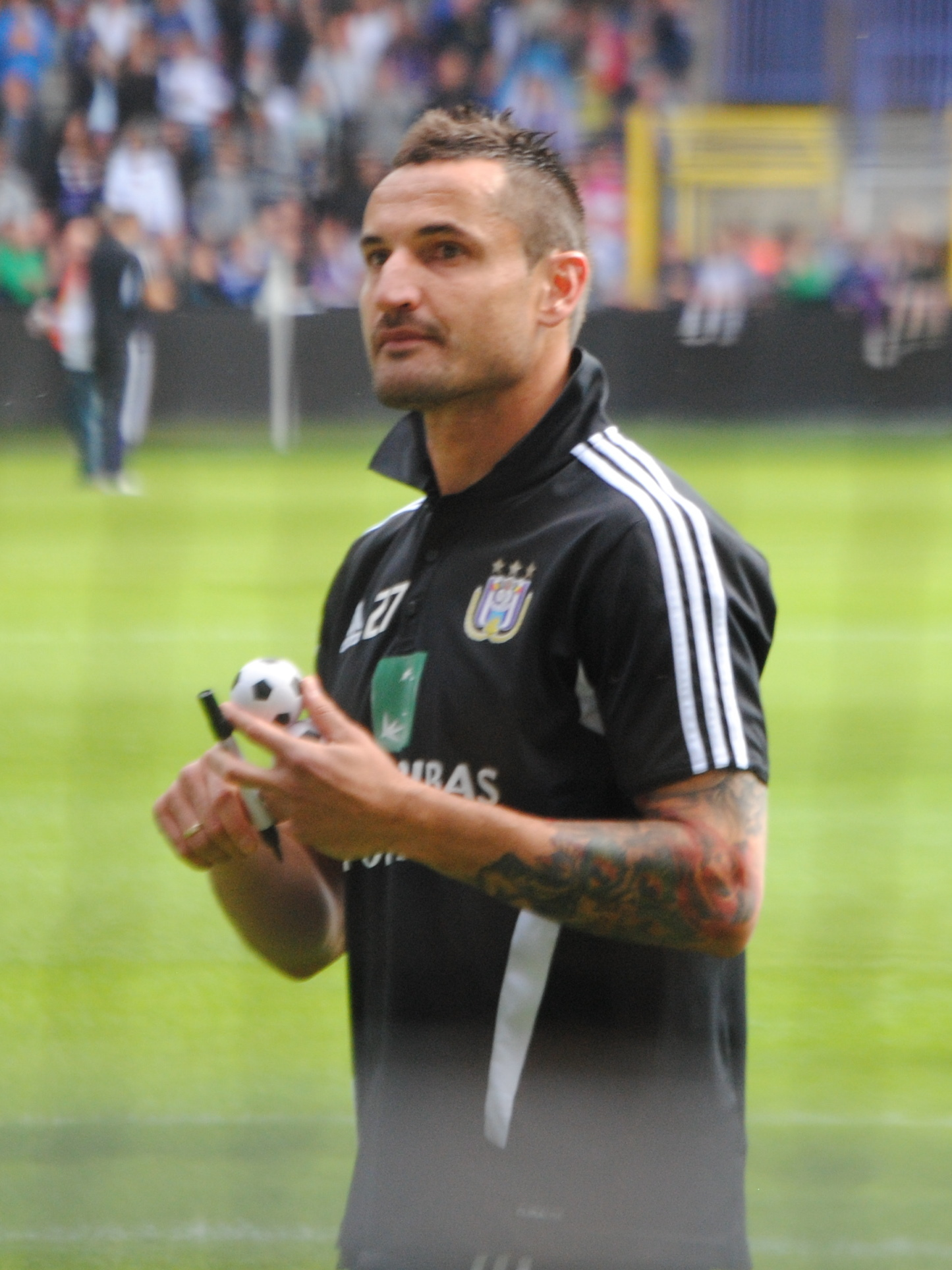
Marcin Wasilewski (verdediger)
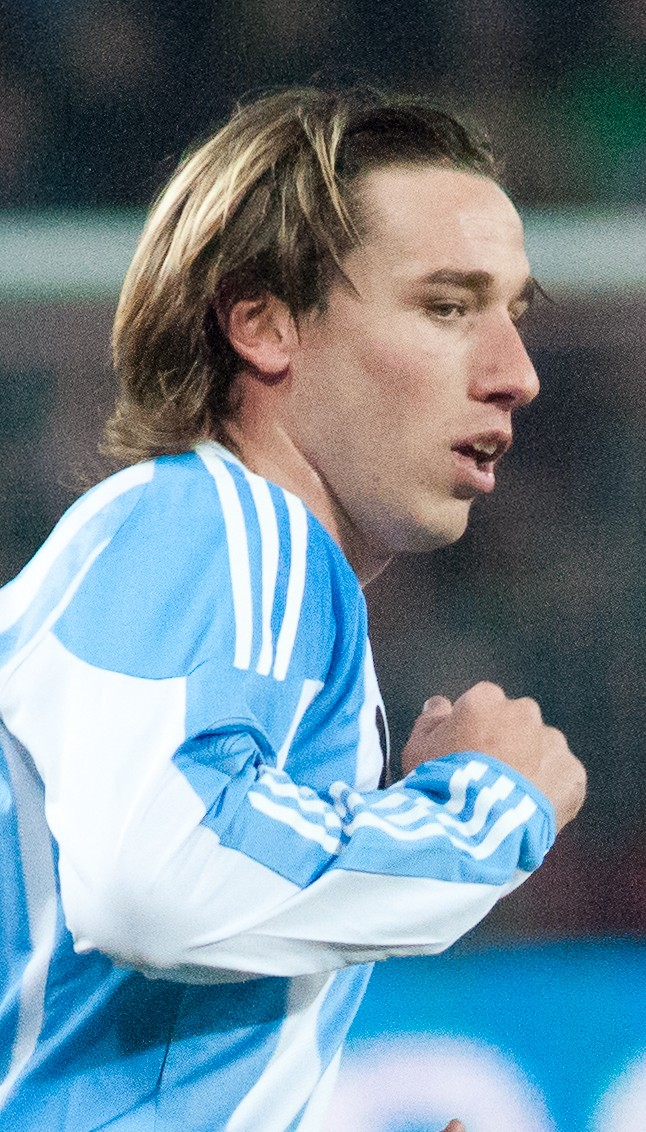
Lucas Biglia (middenvelder)
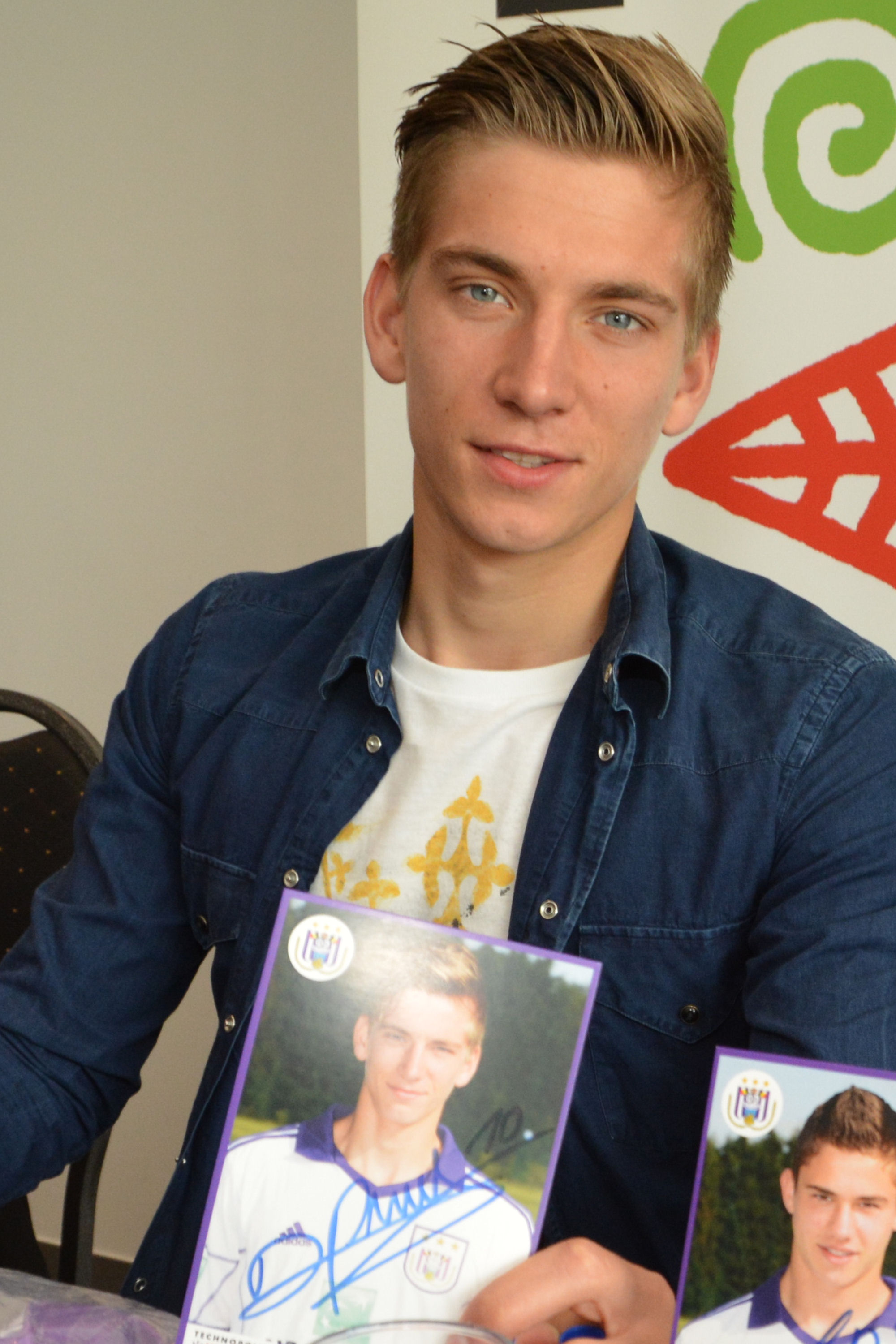
Dennis Praet (middenvelder)
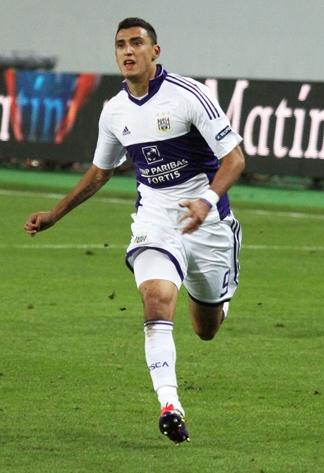
Matías Suárez (aanvaller)
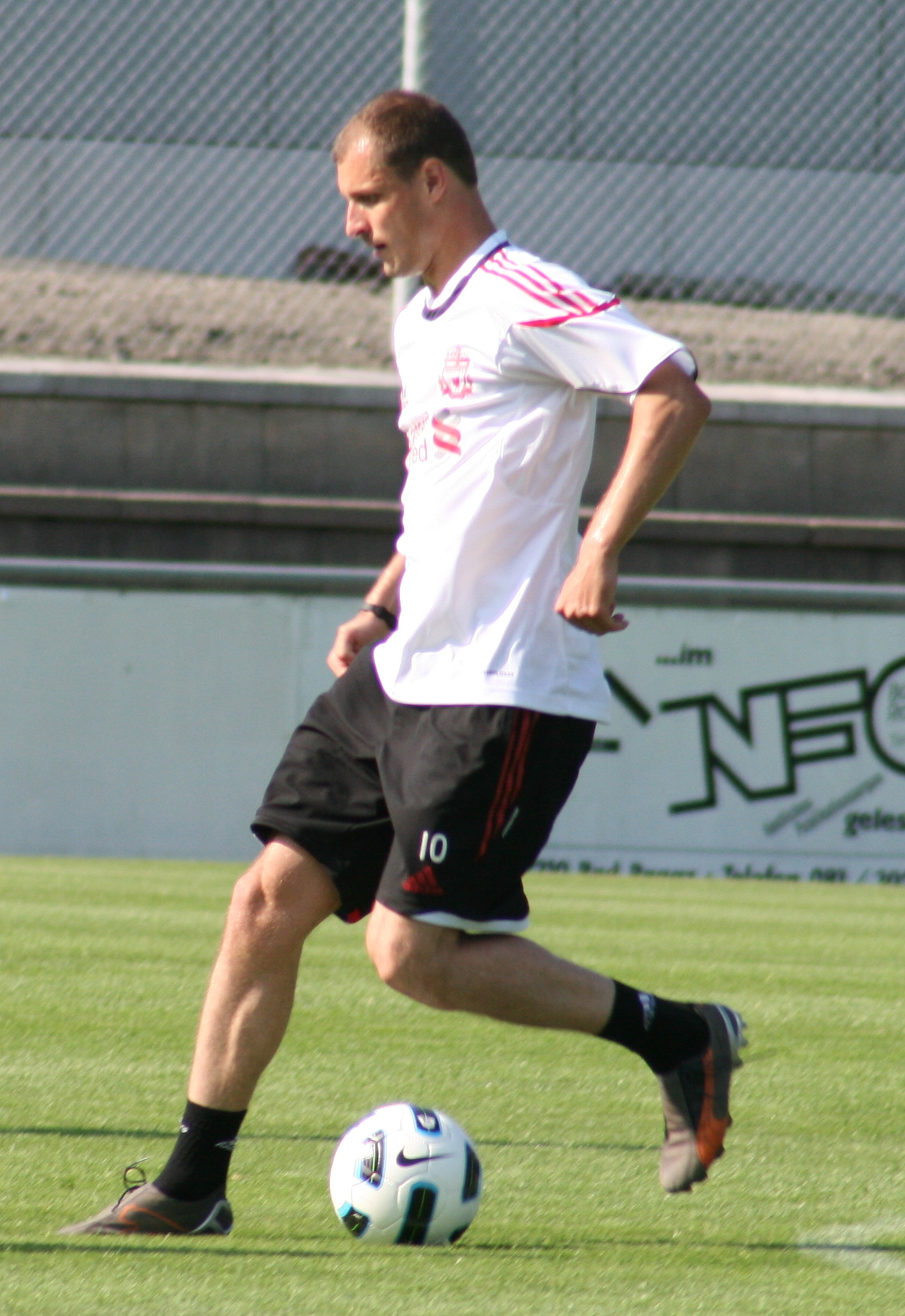
Milan Jovanović (aanvaller)
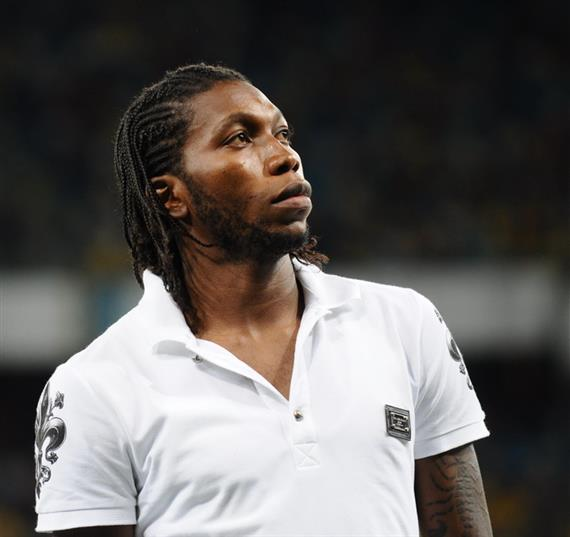
Dieumerci Mbokani (aanvaller)